# Socialisme scientifique
L'expression « socialisme scientifique » est utilisée, à partir du milieu XIXe siècle, pour désigner une forme de pensée socialiste fondée sur une analyse à visée scientifique des réalités sociales, historiques et économiques. Elle s'inscrit dans le renouveau de la philosophie matérialiste induite par les nouvelles découvertes scientifiques et techniques. Son objectif final est d'apporter une réponse à la question sociale agitant le XIXe siècle européen. Par la force des choses, cette expression est devenue par son usage par les divers cercles socialistes puis communistes un synonyme du terme marxisme. Celui-ci est souvent divisé entre plusieurs concepts forts : le matérialisme historique, la lutte des classes, la théorie de la plus-value, etc.
Néanmoins, l'expression s'inscrit dans son siècle. La science moderne est alors inventée et devient à certains égards « la nouvelle religion de l'âge industriel ». La science participe de la culture commune des savants du moment, tout comme elle se retrouve dans les discours philosophiques et politiques. Le socialisme n'y échappe pas. Il peut ainsi être défini comme une pensée sociologique, un savoir sur le social que ses adhérents diffusent dans la société afin de la transformer.
Le socialisme scientifique est alors tout autant le socialisme théorisé par Marx et Engels ainsi que par ceux se réclamant de leur filiation, que le socialisme qui mobilise les savoirs de son temps et propose une explication « scientifique » du monde social.
Mais comme toute pensée, il est difficile de rendre compte de sa diversité, tout autant qu'il est complexe de témoigner de sa diffusion. L'histoire des idées politiques reste bien souvent tributaire de ses sources, et bien plus de l'empreinte mémorielle de certains "grands penseurs". Si « les ouvriers peuvent penser », voire pour certains, être des « ouvriers philosophes », il n'en reste pas moins qu'ils ont laissé bien moins de traces que les journalistes, les intellectuels et autres penseurs professionnels socialistes. De plus, de par leur quotidien et leur éducation, ils ne disposent pas d'un égal rapport aux sciences et aux théories philosophique, politique et épistémologique. Enfin, les théories se diffusent au sein de divers réseaux locaux, nationaux, internationaux.

## Le premier socialisme et les sciences

### Les origines de l'expression
Le terme a été conçu par Pierre-Joseph Proudhon en 1840 dans la conclusion de son fameux mémoire Qu'est-ce que la propriété ?. L'auteur s'y présente lui-même de la manière suivante : « je suis comme vous, d'un siècle où la raison ne se soumet qu'au fait et à la preuve: mon nom, aussi bien que le vôtre, est chercheur de vérité. » Pour ce faire il mobilise bien des savoirs de son temps, au premier rang desquelles sont la biologie des frères Cuvier, la physique newtonienne, l'histoire ou l'économie. Ainsi, Proudhon participe du « premier socialisme scientifique » autour entre autres des Saint-Simoniens et des Fouriéristes, communément appelés socialistes utopiques ou désormais « socialistes conceptuels ».

### Le premier socialisme scientifique
Ces socialistes utopiques font des savoirs de leur temps l'un des outils de leur développement théorique. Le système développé par Newton, Laplace, Lavoisier ou encore les théories des naturalistes, de médecins de même que des philosophes, d'historiens, d'économistes sont d'usages courant dans ces différents textes. La pratique des sciences par ses penseurs du social se définit pour Loïc Rignol de la manière suivante : « Comment éprouver la rationalité de ce socialisme ? Comment interroger la scientificité dont il se réclame tant ? En confrontant ses thèses aux sciences de son temps. Cette épistémologie refuse donc de considérer comme un savoir hérétique, comme si, minoritaire dans l'ordre du pouvoir, il ne pouvait qu'être inférieur dans l'ordre du savoir. Rendu à sa matrice du XIXe siècle, ce socialisme se montre au contraire d'une grande normalité. Il ne se contente pas de mettre à l'épreuve sa rationalité au contact de ces sciences, il épuise en retour leurs conditions de possibilité. En les mobilisant pour valider sa politique, il met en lumière leurs fondements et leurs présupposés. Il porte leurs énoncés à la limite de ce qui est alors dicible sans les trahir ou les travestir. Il les dépasse, il ne les déplace pas. Il les porte plus loin, plus haut. S'il les conduit au bout, a bord de leurs énoncés, c'est en partant du centre […] Il répond aux espérances d'un siècle qui cherche dans la tempête une nouvelle arche d'alliance ». Il faut ainsi entendre le socialisme scientifique comme étant en même temps un synonyme du marxisme qu'un qualificatif heuristique permettant de définir les théories socialistes qui mobilisent les savoirs scientifiques. Le tournant marxiste ne doit pas être appréhendé comme une rupture entre un socialisme idéaliste et un socialisme fondée sur l'observation et la déduction, qui lui serait matérialiste.
Il est même amusant que quelques années après la critique des premiers socialismes scientifiques durant les années 1880, le socialiste allemand Édouard Bernstein en pleine querelle théorique du révisionnisme reconnait dans les premières lignes de sa conférence faite devant le groupe d'études sociales des étudiants de l'université de Berlin (Sozialwissenschftliche Studentenverein) l'héritage scientifique de ses prédécesseurs :

« Le marxisme pour nous servir de cette locution abrégée, n'est ni la seule, ni la première doctrine socialiste qui se soit qualifiée de scientifique. Marx lui-même, dès le premier chapitre du Capital, vous apprendra qu'aucune école n'a abusé du mot de "science" au même point que celle du socialisme français Proudhon
[…] si vous lisez maintenant les ouvrages des deux écoles socialistes français qui précèdent Proudhon, les fouriéristes et les saint-simoniens, si vous passez de France en Angleterre et lisez les écrits de l'école de Robert Owen, vous rencontrerez là encore assez souvent des appels analogues à la science. Il n'en manque pas non plus dans les œuvres de Lassalle et l'on pourrait presque dire que, d'une façon ou d'une autre, toutes les doctrines socialistes du XIXe siècle se sont réclamées de la science. »

Cette reconnaissance a amené Karl Popper à proposer une critique de certains versants de la théorie marxiste, et à montrer qu'elle ne correspond pas entièrement aux critères poppériens. Si les premiers socialismes prétendument scientifiques ont été critiqués, il doit en être de même pour le marxisme.

#### Le premier socialisme scientifique dans les milieux libéraux français.
Ce savoir ne fût pas seulement contenu dans le réseau socialiste. Il fut débattu dans diverses revues comme le Journal des économistes, le Journal des débats ou dans le cercle de l'Académie des sciences morales et politiques et la Société des économistes. L'objectif était de trouver une réponse au problème social. C'est ainsi que les fouriéristes Jules Lechevalier, Charles Dain et Victor Considerant participent aux premiers Congrès scientifiques de France au sein de la sixième section, qui prit différents noms. Elle fut dans un premier temps la section d'économie sociale, puis des Sciences morales et législation et enfin des Sciences morales, économiques et législatives avant de disparaître lors de la quatrième session en 1837. Cette disparition tient très certainement au contenu des débats jugés subversifs.[réf. nécessaire]
Le fouriériste Victor Considérant intervient lui en 1841 lors du Congrès scientifique français tenu dans la ville de Lyon afin d'« Exposer et discuter la valeur des principes de l’École sociétaire fondée par Fourier. Qu'entend-on par l'organisation du travail et quels seraient les moyens de satisfaire à cet égard les vœux des philanthropes et des économistes ? ». S'il est difficile de faire ici la part entre philosophie et science, tant le terme de science dispose alors d'une définition large, tant les propos de Considérant s'inscrivent entre des exposés sur Descartes, l'avenir des Lettres, le développement de l'industrie etc. Néanmoins en retour cela confère une crédibilité aux fouriéristes dans le paysage savant français, ou plus modestement lyonnais.

### Le socialisme scientifique en France après les Communes et avant le marxisme français
Si ces moments précédents sont bien connus. Un manque historiographique existe en France dans cette histoire des idées politiques entre les années 1840 et les Communes de 1871. Le premier socialisme scientifique se perd dans diverses publications et courants de pensée, y compris extérieurs au socialisme classique.
On retrouve sa trace dans certains textes francophones post-communards y compris dans le compte-rendu de l'ouvrage d'André-Saturnin Morin Les Hébertistes modernes par le botaniste et vulgarisateur Arthur Manguin dans le libéral Journal des économistes. Le socialisme évoqué est éminemment réformiste, il est « scientifique et pacifique». L'expression se retrouve encore sous la plume d'un ancien capitaine Jean-Etienne Renucci qui souhaite au travers de son « Programme du parti du socialisme scientifique et légal » proposer lui aussi une réponse au problème social de manière progressive et rationnelle.
Du côté des socialistes la revue La science sociale de tendance fouriériste tout en diffusant ouvertement les théories scientifiques de Charles Fourier s'arrête un instant sur le socialisme du journaliste directeur d'une bibliothèque populaire et franc-maçon Charles Fauvety dont le système est jugé trop vague au prisme de l'épistémologie des rédacteurs du journal. L'esprit scientifique des socialistes français persiste. Il se retrouve dans les premiers Congrès ouvriers français, de 1876 et 1878, et sous la plume de Benoît Malon, alors un intellectuel influent des mouvements : « cette parole dans la lignée des congrès ouvrier, veut asseoir sa légitimité sur "la vérité scientifique", car le socialisme est "la science des sciences". Savoir pour pouvoir est le leitmotiv du Prolétaire, et, d'une façon général, des organisations qui, sous les appellations de groupes d'études sociales, fleurissent dans ces mois décisifs ». En outre comme en témoigne la structuration de plusieurs groupes d'études sociales, dont par exemple celui de Bordeaux, de celui d'Amiens ou encore de trois d'entre-eux dans le département de la Seine, les pratiques de l'enquête ouvrière et de la réflexion sociale issues du socialisme pré-Communes se poursuivent. L'un des délégués du groupe d'études sociales de Marseille définit ainsi le but de son cercle entre transmission, éducation et recherche : « Ils étudient ensemble la société dans laquelle nous vivons, les devoirs qu'ils ont à y remplir et la façon dont ils en sont récompensés. En un mot, ils s'instruisent mutuellement sur leurs droits et leurs devoirs, par des discussions qu'ils établissent entre eux, par des rapports qu'ils sont tenus de faire sur les divers points de la science sociale. Chaque groupe doit avoir à cet effet une bibliothèque composée exclusivement de volumes ayant rapport à cette science. Ils doivent aussi comme moyen de propagande faire le plus souvent possible des conférences gratuites. Car, si nous recherchons quelle est la cause, qui fait que le plus grand nombre de citoyens, qui est la force, se trouve si facilement maîtrisé, par une infime minorité, nous trouvons avant tout l'ignorance de ses droits, dans laquelle ce plus grand nombre est celui des prolétaires ». Nos connaissances sur les pratiques internes de ces groupes sont encore fragmentaires. Si des historiens les considèrent comme des simples façades destinées à cacher les intentions du groupe aux yeux des forces de police. Il n'en reste pas moins qu'ils semblent s'inscrire dans la pratique ultérieure des universités populaires. Ces cercles deviennent non pas source de production de savoir mais essentiellement des espaces de diffusion des idées socialistes. Ainsi dans un absolu qu'il va ensuite nuancer : « aucun ne peut prétendre l'anneau de la légende et appeler scientifique son socialisme ? ».

### Le premier socialisme scientifique en Allemagne
Du côté allemand, pour le moment la recherche s'est focalisée sur les plumes de Marx et d'Engels, négligeant l'existence parallèle d'autres textes se réclamant des sciences. La barrière de la langue limite actuellement les échanges entre les deux espaces universitaires rendant cet approfondissement plus complexe. Pour le moment seul le philosophe socialiste, très proche du cercle de Marx depuis sa lecture du Capital, Joseph Dietzgen semble avoir utilisé l'expression, socialisme scientifique, dès 1873 dans les colonnes du journal Der Volksstaat (de) du Sozialdemokratischen Arbeiterpartei (SDAP) pour caractériser le socialisme auquel il se rattache. Il vient tout juste de publier en 1869 Das Wesen der menschlischen Kopfarbeit.
Cette théorie se retrouve plus tard dans les controverses opposant Lénine et Plekhanov et Anton Pannekoek et Ersnt Utermann dans les premières années XXe siècle en parallèle de la querelle révisionniste. Les premiers deviennent par la suite les marxistes orthodoxes et les seconds les « marxistes hégeliens » aussi appelés « marxistes occidentaux ». La controverse se forme autour de la conception considérée par trop méchaniste de l'univers et de la société chez Engels et les orthodoxes, qui néglige de fait l'influence des idées dans l'évolution sociale, d'après Ersnt Uterman.

## Histoire de l'expression chez les marxistes (avant 1917)

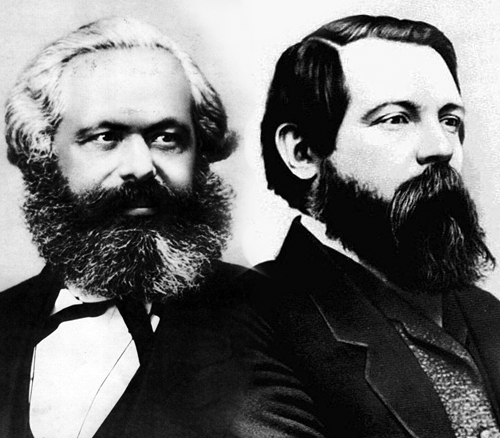
Photo de Karl Marx et Friedrich Engels

Dans la culture commune le lien entre le marxisme et l'expression souffre du jugement de Friedrich Engels sur ses prédécesseurs. Cette expression s'est formée chez les marxistes dans le cadre d'une controverse intellectuelle par le penseur socialiste dans l'Herrn Eugen Dühring Umwälzung der Wissenschaft, connue en France sous le nom de l'Anti-Dürhing. L'opposition entre les deux socialismes prend forme afin de combattre les théories de Dühring au sein du Sozialdemokratische Arbeiterpartei (SDAP) auquel adhérent Edouard Bernstein et August Bebel. Dühring postulat moral tire des conclusions politiques et économiques. La moralité dérive selon lui des volontés individuelles égales entre elle. La loi éthique est fondée sur la reconnaissance de cette égalité, nommée « moralité subjective ». Il s'oppose alors à la conception sociale où la loi du plus fort domine sur le plus faible… Il faut alors résoudre la contradiction entre la moralité intersubjective et l'état de la société. La contradiction ne peut être réduite que par le rapprochement progressif de l'état de la société et de l'idéal moral. L'ouvrage d'Engels s'inscrit en contrepoint à cette pensée. Pour lui seule la révolution peut faire aboutir le processus, d'autant plus qu'il rejette l'approche moraliste. Seuls les faits guident les événements historiques. Ce texte peut alors à plusieurs titres être considéré comme celui qui dans ce petit cercle d'intellectuels participe activement de la diffusion du marxisme. L'Anti Dühring s'inscrit dans la théorie développée par le Manifeste du Parti communiste de 1848. Dans lequel Marx et Engels jugent sévèrement les formes de socialisme et de communisme « critico-utopiques » et présentent les œuvres d'auteurs comme Saint-Simon, Owen ou Fourier : à leurs yeux, ces idées se sont perdues dans la réalisation expérimentale de leurs utopies, en négligeant la lutte des classes. Le concept est vaguement formulé, il revient alors d'être diffusé.
Les contextes dans lesquels Marx emploie le terme sont divers, et parfois polémiques : en 1847 il cite l'expression en référence au saint-simonisme, non pour la revendiquer, mais pour dénoncer une prétention des courants socialistes. Plus tard, dans sa correspondance avec Marx, Véra Zassoulitch emploie le terme « socialisme scientifique » : Marx ne reprend pas l'expression dans sa réponse ; dans le brouillon de sa lettre, il se contente de la citer pour dénoncer ceux qui prêchent une vision historique fataliste sous le nom de socialisme scientifique. Quand Marx parle de socialisme scientifique, ce n'est pas pour définir sa doctrine propre, mais pour dénoncer les prétentions de ses adversaires politiques.
Mais plus qu'Engels, l'auteur du texte fondateur, ce sont les époux Lafargue, Paul et Laura, qui popularisent cette expression en produisant une synthèse de l'Anti-Dühring, le fameux Socialisme utopique et socialisme scientifique. Le texte réduit la somme de trois cent trente pages à trente-cinq pages. Il est expurgé de toutes références à la controverse intellectuelle entre les deux partis et a été pensé pour vulgariser auprès du public français alors sensible au premier socialisme scientifique les théories de Marx. Sa publication en plusieurs livrées dans la Revue Socialiste entre le 20 mars et le 20 avril 1880 intervient juste après le Congrès de Marseille, ayant couronné le collectivisme (le marxisme français) même si celui-ci reste alors bien faible théoriquement et numériquement dans les rangs socialistes. Le texte fait figure de manifeste.
Par ailleurs, cet essai de vulgarisation amorce l'interprétation des idées de Marx et fonde deux concepts fondamentaux du marxisme. Engels par l'intermédiaire des Lafargue retient deux grandes découvertes transformant le socialisme d'une idéologie en une science : « la conception matérialiste de l'histoire, et la révélation du mystère de la production capitaliste, au moyen de la plus-value, nous les devons à Karl Marx. Elles firent du socialisme une science, qu'il s'agit maintenant d'élaborer dans tous les détails et relations ». L'essai est ensuite publié en allemand et dans bien des langues. Cela participe de la large diffusion du concept et des bases du marxisme. Rapidement les termes marxisme et socialisme scientifique deviennent des synonymes.
Par exemple, en Argentine, le marxisme arrive dans les bagages des exilés français, communards, et allemands, à la suite des lois antisocialistes de 1878. Il s'organise idéologiquement à la fin des années 1880 autour du Verein Vorwärt de Buenos Aires de l'ingénieur allemand Germán Avé-Lallemant, et de La Vanguardia de l'argentin Juan B. Justo sous-titrée: « periódico socialista científico defensor de la clase trabajadora » (périodique socialiste scientifique défenseur de la classe ouvrière). Ces deux titres sont fondés respectivement en 1886 et 1894. Une importation des idées et de la terminologie socialiste européenne prend alors place, comme ceux de lutte de clase ou encore la très darwinienne, enfin spencerienne, théorie de l'évolution sociale. Ce socialisme est à bien des égards fortement influencé par les mouvements italien, espagnol, français et allemand, ce que rend compte les diverses traductions en espagnol d'articles parus dans Critica Sociale (Milan), El Socialista (Madrid), Lotta di Classe (Milan) et La lucha de clases (Bilbao) et brochures dont sur les 142 références relevées par Lucas Poy dans La Vanguardia 119 titres sont des titres importés. S'y retrouvent tout comme dans la bibliothèque idéale du SPD allemand et du Parti Ouvrier Français les ouvrages de Marx mais aussi des naturalistes Charles Darwin et Ernst Haeckle.

## Marx, Engels et les sciences

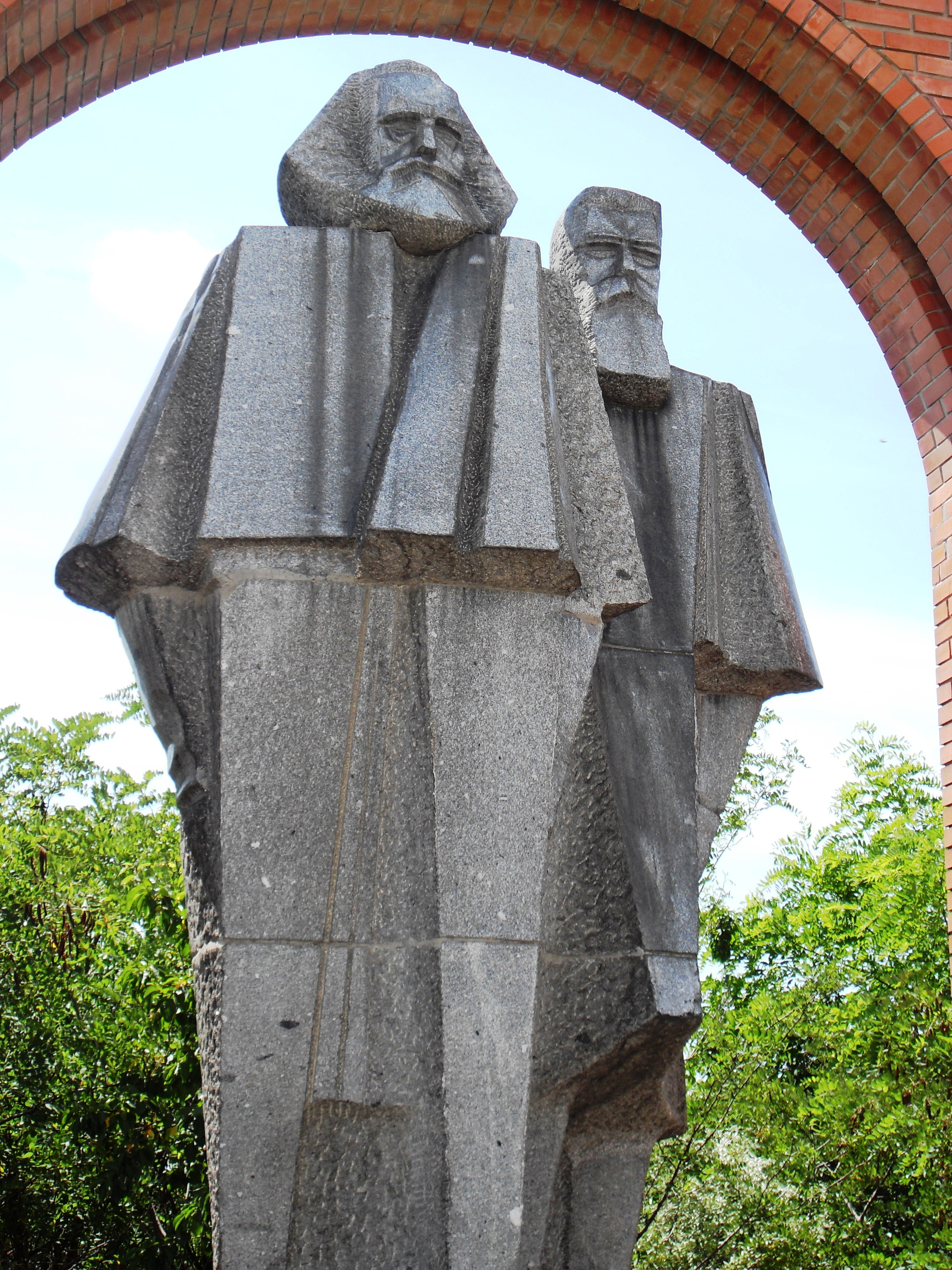
Statues de Marx et Engels à Memento Park, Budapest, Hongrie.

Établir les relations entretenues par Karl Marx et Friedrich Engels avec les sciences revient à étudier attentivement leurs biographies, qui sont en perpétuelles réécritures,,,.
Les deux hommes certes très proches n'ont néanmoins pas partagé une commune sensibilité aux différents savoirs de leur temps. Si Marx fut plus sensible aux mathématiques et aux sciences économiques et historiques, Engels lui fut plus influencé par la physique, la biologie et l'anthropologie. Il n'en reste pas moins que comme en témoigne leur riche correspondance, les deux hommes ont régulièrement discuté des divers sujets. La théorie de l'évolution est généralement le système qui retient le plus l'attention des commentateurs.
Pour en savoir plus voir :
- Jean-Pierre Lefebvre, Lettres sur les sciences de la nature, et les mathématiques, Paris, Editions sociales, 1974.
- Karl Marx, Friedrich Engels, Naturwissenschaftliche Exzerpte und Notizen, Mitte 1877 bis Anfang 1883, Berlin, 1999. (MEGA)
- Jean-Numa Ducange, Le Capital, Livre I: Présentation générale, Université Permanente[28].

### Karl Marx et les sciences
Bien plus encore que Charles Darwin et son Origine des Espèces, qui est critiqué par Marx pour son usage non critique de Malthus (d'après sa lecture). Ce sont des noms moins connus par le grand public qui ont eu une plus grande influence notamment sur Le Capital. L'architecte, photographe et orientaliste français Pierre Trémaux et son Origine et transformation de l'homme et des autres êtres publié en 1865 ont enthousiasmé Marx, mais bien moins Engels. Sont également cités les naturalistes Georges Cuvier, Geoffroy Saint-Hilaire et Thomas Huxley.
De son côté Engels après avoir défendu les idées de Darwin devient de plus en plus sensible à celles du biologiste allemand d'Ernst Haeckle, alors en vogue dans les cercles intellectuels allemands des années 1870. Mais Engels ne popularise pas le biologiste dans le réseau socialiste mais participe aux débats sur sa réception. Plusieurs de ses ouvrages figurent dans les conseils bibliographiques des partis marxistes allemand, autrichien, français, italien, argentin, etc.
Lors de la rédaction de son œuvre inachevée Marx pense sa théorie à l'aune de la science : Le Capital se veut un traité scientifique, du moins tout autant que n'importe quel traité d'économie politique de l'époque. L'auteur affirme clairement cette volonté à plusieurs reprises dans la continuité de sa Contribution à la Critique de l'économie politique de 1859. L'introduction y fait clairement référence dans l'introduction à la première édition allemande de 1867, « Dans toutes les sciences, le commencement est ardu ». C'est par cette expression et le paragraphe la contenant que Marx se propose ici de « remettre sur pieds » non pas la philosophie de Hegel mais l'économie politique de son temps. Néanmoins la portée politique du texte ne doit pas être oubliée. Celui-ci est publié pour la première fois en 1867 à un moment où le matérialisme marxien n'a pas une grande influence a contrario de la pensée de Pierre-Joseph Proudhon, comme en témoigne l'attention de Marx à la traduction en français de son ouvrage. Sa correspondance avec Maurice Lachâtre, entre autres, montre qu'à ses yeux il y a la nécessité de doter les socialistes français d'un outil efficace pour lutter face aux idées fausses du proudhonisme et de l'anarchisme.
Rapidement dans le corps du texte l'influence des sciences naturelles se fait sentir : « Le physicien, pour se rendre compte des procédés de la nature, ou bien étudie les phénomènes lorsqu'ils se présentent sous la forme la plus accusée [prägnantesten : la plus prégnante] et la moins obscurcie par des influences perturbatrices, ou bien il expérimente dans des conditions qui assurent autant que possible la régularité de leur marche [Vorgang : processus]. J'étudie dans cet ouvrage le mode de production capitaliste, et les rapports de production et d'échange qui lui correspondent. Et tout comme le physicien newtonien il cherche à mettre en avant la "Naturgesetz", la loi naturelle: À découvrir la piste de la loi naturelle [Naturgesetz] qui préside à son mouvement – et le but de cet ouvrage est de dévoiler la loi économique du mouvement [Bewegungsgesetz] de la société moderne –, elle ne peut ni dépasser d'un saut ni abolir par des décrets les phases de son développement naturel ; mais elle peut abréger la période de la gestation et adoucir les maux de l'enfantement ». Le texte est ainsi emprunt des principes des sciences du moment qui tendent à faire système.
Par ailleurs, Marx y reprend les théories des économistes classiques Adam Smith, Jean-Baptiste Say et surtout David Ricardo. À partir de la théorie de ce dernier, Marx repose les fondements de l'analyse de l'économie en mobilisant l'histoire comme facteur d'observation des changements tout en proposant plusieurs thèses économiques analysant le capitalisme de son temps. Son travail est très fortement influencé par la société ouvrière anglaise. L'auteur puise dans différents rapports statistiques, les Blue Books de White Hall pour ses exemples. Il justifie d'ailleurs ce parti pris pour deux raisons. En plus d'être le pays dans lequel il réside, l'Angleterre victorienne dispose des données fiables et nombreuses par rapport aux autres pays européens et est alors considérée comme l'archétype de la société capitaliste.
La figure du scientifique Marx est définitivement consacrée dans la culture socialiste par l'épitaphe prononcée par Engels le 17 mars 1883 pour les funérailles de son ami :

« Tout comme Darwin a découvert la loi du développement de la nature organique, Marx a découvert la loi du développement de l'histoire humaine. […]
Deux telles découvertes seraient suffisantes pour une vie. Heureux est l'homme qui peut se flatter de n'avoir fait qu'une seule de ces découvertes. Mais dans chaque domaines que Marx a parcouru - et il en a investi beaucoup, et aucun de manière superficielle - dans chaque domaines, même en mathématiques, il a fait des découvertes de son chef. […]
Ainsi était l'homme de science. Mais il n'était pas la moitié d'un homme. La science pour Marx était une dynamique historique, une force révolutionnaire. Cependant la grande joie avec laquelle il accueillit une découverte de science théorique avec peut-être des applications théoriques presque impossiblement envisageable, il a expérimenté une autre joie quand une découverte impliquée des changements révolutionnaires dans l'industrie et dans le développement historique en général. Par exemple, il suivait avec attention les développements des découvertes faite en électricité et récemment pour celles de Marcel Deprez. […]. »

#### La réception non-marxiste de Marx en France
Le texte est reçu par les contemporains comme la production d'un économiste, mais cela est fonction des espaces. En France, sa réception peut se distinguer en deux périodes, hors des réseaux socialistes politiques. La première est le fait des économistes libéraux et des "socialistes de la chaire" français et francophone vers 1872 dans le cadre de leurs réceptions de l'école d'économie historique allemande. Puis au tournant de l'année 1895 la sociologie naissante en mobilise certaines des thèses. Cette nouvelle discipline autour du nouvel Institut international de sociologie participe à insérer le matérialisme historique et la théorie de la plus-value dans certains milieux savants en les déconnectant partiellement de la politique, tout en en donnant une définition que Marx lui-même et les socialistes politiques n'avaient pas encore proposée.
Par ailleurs entre bien d'autres, comme en témoigne l'article du philosophe Alfred Fouillée dans La Revue des Deux Mondes en 1909, intitulé « Le socialisme est-il scientifique? », le débat sur la scientificité du marxisme persiste dans le champ intellectuel français. Fouillée y critique l'épistémologie du socialisme scientifique ainsi que celle de son adversaire "l'économisme", soit pour lui les théories de Smith, Ricardo et Sismondi. L'auteur oppose la démarche expérimentale des vraies sciences dans la lignée de la médecine expérimentale de Claude Bernard à la démarche empirico-déductive de ces deux pensées, faisant d'elles non pas des sciences mais des religions.

### Friedrich Engels et les sciences

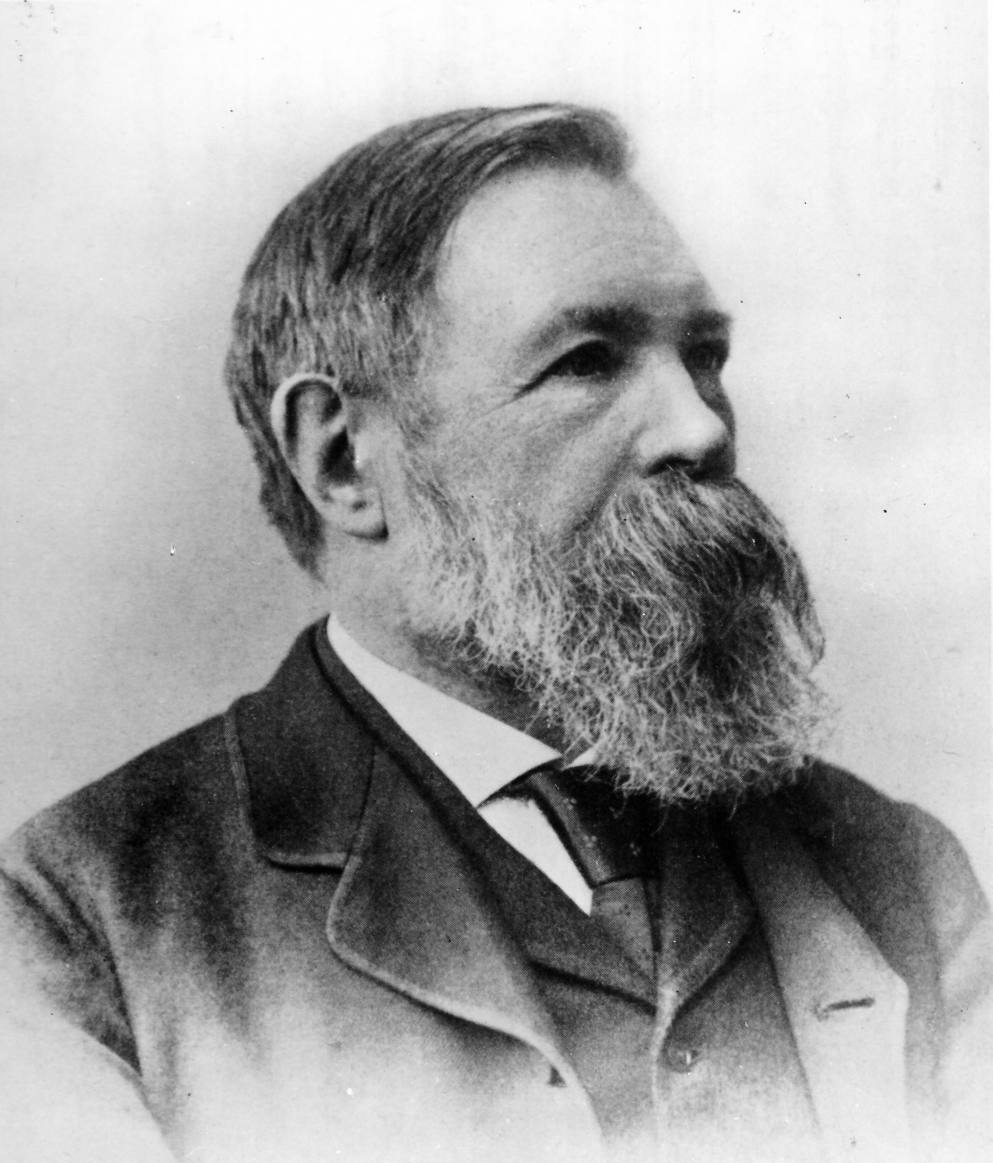
Friedrich Engels.

Engels de son côté publie à la suite de son séjour à Manchester La Situation de la classe laborieuse en Angleterre, en 1845, qui se propose de rendre compte de la condition ouvrière à « Cotonopolis ». Il utile également en grand nombre les Blue Books et se nourrit de la critique sociale formulée par les owénistes et les chartistes, et livre ainsi un ouvrage en forme de réquisitoire communiste. Il oriente son propos dans un sens révolutionnaire. En 1850, il traite du soulèvement paysan en Allemagne et en Europe Centrale entre 1524 et 1526 dans Guerre des paysans. Il se propose de faire un parallèle entre les années révolutionnaires qu'il vient de traverser, 1848, et le mouvement paysan soulevé en partie par le réformisme religieux du moment. D'après lui les forces en présence sont les mêmes. Néanmoins, ses essais sont les seuls de ce type que rédigera Engels. Ces publications ultérieures sont bien plus théoriques. Il devait consacrer son œuvre principale à établir la Dialectique de la Nature, en s'opposant au matérialisme "vulgaire" du philosophe, physiologiste et physicien Ludwig Büchner.
Engels recherche une logique entre l'ensemble des processus naturels et après avoir montré son importante immersion dans les mathématiques, la biologie, la physique et la chimie, Engels avait commencé à regarder les analyses de Marx et les siennes comme appartenant au même temple scientifique. Pour ce faire il rédige des notes sur les formes fondamentales du mouvement, la mesure du mouvement, le frottement des marées, la chaleur, l'électricité, le rôle du travail dans la transformation du singe en homme. Son objectif est de trouver l'origine du mouvement en partant de la nature pour monter à la société, afin de relancer la science :

« La science de la nature, si révolutionnaire dans ses débuts, se trouvait soudain devant une nature absolument conservatrice, dans laquelle, jusqu'à la fin du monde ou pour l'éternité,- tout devait rester tel.
[…] Voilà dissous tout ce qui était rigide volatilisé tout ce qui était fixé, et périssable tout ce qu'on avait tenu pour éternel ; il était démontré que la nature se meut dans un flux et un cycle perpétuels. »

L'influence des théories de l'évolution réifiées en théories du mouvement transparaît bien dans ces passages. Notamment les travaux d'Ernst Haeckel qui dispose du plus grand nombre de travaux cités et occupe une place prédominante dans l’esquisse. Malheureusement son travail n'aboutira jamais, pour différentes raisons. La principale reste la disparition de Marx en 1883 et les nouveaux impératifs liés à sa position dans l'internationale socialiste et le SPD.
Dans L'Origine de la famille, de la propriété privée et de l'État, un an après la mort de Marx, montre ce que les travaux de l'anthropologue Lewis H. Morgan ou encore ceux de Bachofen apportent au socialisme un ancrage dans le temps long. Il remonte à la structure familiale de la société athénienne mais surtout à la possession de richesse et l'évolution des rapports sociaux tout cela induit par la structure économique. Celui-ci présente son œuvre comme étant dans la continuité de ses prédécesseurs anthropologues :

« Dans l'exposé qui va suivre, le lecteur fera, dans l'ensemble, aisément le départ entre ce qui émane de Morgan et ce que j'y ai ajouté. Dans les chapitres historiques sur la Grèce et sur Rome, je ne me suis point limité aux données de Morgan, mais j'y ai joint ce que j'avais à ma disposition. Les chapitres sur les Celtes et les Germains sont essentiellement mon ouvrage ; là, Morgan ne disposait guère que de sources de seconde main et, quant aux Germains, Morgan n'avait – à part Tacite – que les mauvaises contrefaçons libérales de M. Freeman. J'ai remanié tous les développements économiques qui, chez Morgan, suffisent au but qu'il se propose, mais sont nettement insuffisants pour le mien. Enfin, lorsque Morgan n'est pas expressément cité, il va sans dire que j'assume la responsabilité de toutes les conclusions. »

En plus de Morgan sont mobilisés dans sa quatrième édition Charles Letourneau, Alexis Giraud-Teulon, Alfred Espinas. Engels en retient le processus agissant sur les formes de parenté et dresse une forme d'archéologie de la société de classe. Le socialisme poursuit son inscription dans le temps long de l'histoire.
Par ailleurs, il est important de noter que les deux hommes ont en commun l’inachèvement de leurs travaux. Le Capital ou encore La Dialectique de la Nature sont deux projets laissés en suspens plus ou moins volontairement par les auteurs. Marx ne parvient pas à écrire son grand œuvre historique, ni Engels son épistémologie. Leurs systèmes respectifs sont laissés à l'interprétation de leurs contemporains et successeurs. Cela tout en sachant que pour les deux hommes les publications dans les journaux dépassent quantitativement leurs productions littéraires.

## Le premier socialisme scientifique mis au travail (années 1870-1920)

### Le socialisme scientifique allemand du SPD

#### La Bildung et le SPD, quand «savoir c'est agir, agir c'est savoir» (Wihelm Liebknecht)
Si le socialiste allemand Wihelm Liebknecht n'est pas le père de l'expression « Wissen ist Macht », qui dérive de la philosophie du penseur anglais Francis Bacon et surtout de l'expression bien du médecin anglo-américain Benjamin Rush, « Knowledge is power ». Il n'est reste pas moins qu'il poursuit la diffusion de cet aphorisme en le personnalisant lors d'un discours au Leipziger Arbeiterbildungsvereins le 25 février 1872. Le discours est ensuite publié sous la forme d'une brochure. Ce texte est par la suite considéré comme l'un principaux textes programmatiques du SPD. Il sera réédité à de nombreuses reprises. Mais il n'est pas le premier "proto-social-démocrate" à évoquer cette idée liant la conquête politique et l'éducation. Ferdinand Lassalle le président de l'Allgemeinen Deutschen Arbeiterverein (ADAV) en 1863 énonce qu'il faut avoir pour objectif essentiel d'élever au plus haut l'éducation du peuple.
Dans son discours Liebknecht dispose, en substance, que pour émanciper les prolétaires il faut les former politiquement car ceux-ci sont maintenus dans l'ignorance favorisant leur exploitation économique. Cela a toujours été, et cela sera toujours cela, si rien n'est fait. Ainsi afin de mettre à bas ce monopole de classe il faut pour reprendre son expression« die Chinesische Mauer zerstören, die um das Reich der Bildung gezogen ist (il faut détruire la muraille de Chine qui est installée autour du royaume de 'l'éducation" » (débat sur la traduction en français de "Bildung" voir "Die Partei der Bildung. La social-démocratie et l'éducation, 1875-1914, à paraitre). L'éducation doit alors mener à la liberté grâce à la vérité car sans savoir pas d'action et pas d'action sans savoir. Par ailleurs, la constitution du "prolétariat" en une classe consciente passe par cette appropriation du savoir.
De plus cette dynamique le conduit à encourager jusqu'à sa mort en 1900 la création de 791 Bildungsausschüsse (Comités d'éducation), de la bibliothèque du parti, de diverses organisation de cours populaires ainsi que des représentations théâtrales à destination des « prolétaires ».
Cette thématique n'est pas le monopole de Liebknecht, comme l'illustre cette prise de position de Karl Kautsky : « remplir le prolétariat de connaissance, briser le monopole des connaissances par les classes propriétaires est aussi important que briser le monopole des capitalistes sur la possession du pouvoir d’État et des moyens de production. Seul un prolétariat qui satisfait une soif brûlante de connaissance sera à la hauteur de sa grande tâche historique ». Par ailleurs, ces nouvelles connaissances doivent permettre l'émancipation des tutelles du clergé et de l’Église.
Mais si ce programme semble s'orienter à destination des simples militants voire plus généralement des "prolétaires", il n'en reste pas moins que le SPD, comme la SFIO dans une moindre mesure, fonde en 1906 sa « Parteischule », l'école du parti principalement destinée aux cadres dirigeants.

#### Une «sozialistischen Universität»? (Université socialiste)
C'est en 1891 que lors d'une réunion du parti à Erfurt à la demande du docteur Philipp Rüdt et vingt-deux cosignataires qu'a été émise l'idée de l'ouverture d'une « Rednerschule » (école d'orateur). Mais il faut attendre le 17 juillet 1906 pour voir dans le Vorwärts l'apparition de la « Parteischule » destinée aux fonctionnaires du parti. Le cadre théorique est défini par une lettre circulaire du comité exécutif du parti aux gouvernements des États et de la Fédération le 10 août 1906. Son ensuite sélectionnés sur les soixante demandes une étudiante et treize étudiants, le tout en tenant compte de leur représentativité au niveau régional. Ainsi le premier enseignement peut être dispensé par August Bebel alors président du parti le 15 novembre de cette même année. Les déplacements, tant que réalisés raisonnablement, sont pris en charge par le parti. Il est également décidé que les années suivantes les cours débuteront le 1er octobre et se termineront le 31 mars. Son objectif est de dispenser un enseignement permettant d'améliorer l'éducation théoriques des cadres du parti, et ainsi de faciliter la propagande d'après la conception de l'éducation correspondant essentiellement aux idées d'Heinrich Schulz et Clara Zetkin. L'enseignement devait se concentrer sur la doctrine du socialisme scientifique et la "méthode de pensée historico-matérialiste". Il s'agit de transmettre les savoirs socialistes à certains membres bien choisis-es afin que ceux-ci puissent ensuite diffuser localement leurs connaissances. D'une certaine manière cette institutionnalisation par la constitution d'une école ancre les savoirs des socialistes allemands dans une autre période. Il n'est plus uniquement question de les constituer mais de les diffuser. Ce qui affirme une certaine confiance dans les théories en question qui ne sont plus à démontrer.

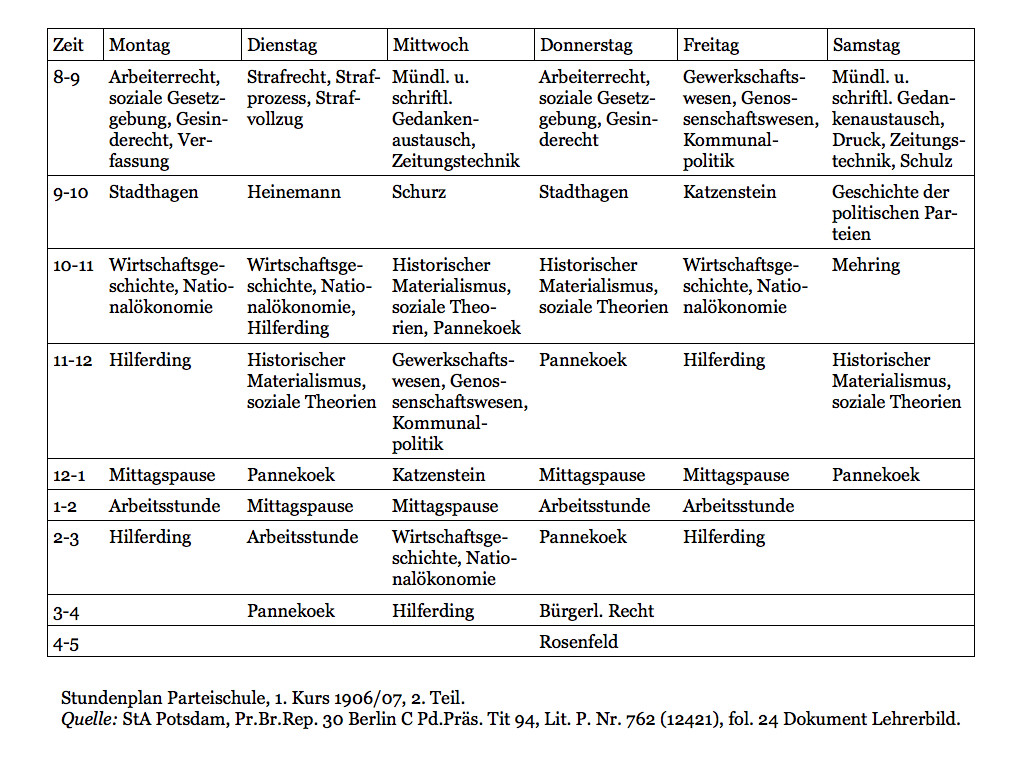
Emploi du temps de la Parteischule pour l'année 1906-1907 (d'après les archives).

Les enseignements sont divisés entre trente et une leçons distribuées du lundi au samedi entre 8h00 et 13h00, jointes à quatre fois deux heures dans l'après-midi d'apprentissage indépendant en présence d'un enseignant. Si la spécialité principale a été l'économie nationale comptabilisant 785 heures à l'année, sont aussi dispensés des cours d'histoire, d'économie, de droit, de politique-sociale, de rhétorique et de culture scientifique.
Parmi les professeurs se retrouvent des grands noms de la sociale-démocratie allemande, tels que le Dr Franz Mehring, le Dr Anton Pannekoek, ou encore la Dr Rosa Luxemburg, auxquels il faut ajouter : le Dr Hugo Heinemann, le Dr Rudolf Hilferdin, Simon Katzenstein, le Dr Kurt Rosenfeld, Heinrich Schulz, Arthur Stadthagen, le Dr Alexander Conrady, le Dr Heinrich Cunow, le Dr Gustav Eckstein, le Dr Hermann Duncker (de), le Dr Julian Marchlewski et Emanuel Wurm. Son coût de fonctionnement est estimé à 6 % des recettes du parti pour l'exercice 1906-1907.
Au total en entre 1906 et 1914 douze femmes et cent quatre-vingt neuf hommes (ou deux cent trois) y ont étudié. Parmi eux, on peut citer Wilhelm Pieck, président de la RDA, et Wilhelm Kaisen, le Bürgermeister der Hansestadt Bremen entre 1945 et 1965, ou encore Helene Schweida.
Bebel espérait que l'école produirait des combattants inébranlables contre le « réformisme » et le « révisionnisme » — contre les courants au sein du parti qui considéraient les enseignements marxistes sur l'effondrement imminent du capitalisme et l'intensification de la lutte de classes comme faux et improductifs et qui s'appuyait sur l'activité parlementaire et les réformes comme la seule pratique prometteuse. Néanmoins, elle ne fut pas une école "d'endoctrinement" ou de dogmatisme, l'exemple de l'enseignement de Rosa Luxemburg est à ce titre éloquent. Elle ne pouvait pas effectuer une médiation de "l'enseignement marxiste du socialisme scientifique" sans une méthode d'enseignement où la libre discussion entre l'élève et le professeur est au centre et où les cours sont accompagnés d'un travail et d'une lecture indépendants. Néanmoins au moment où les controverses doctrinales font rage au sein du réseau socialiste allemand cette école est prise à partie dans les controverses entre l'aile gauche, disposant deux deux professeurs Rosa Luxemburg et Franz Mehring notamment lors du congrès de Nürnberger en 1908. L'aile réformiste souhaite revoir ses enseignements, afin qu'il corresponde à ces principes. Ce qui déclenche une vive controverse sur "l'esprit" de l'école de même qu'apparaît une critique vis-à-vis de son caractère "élitiste" alors qu'un effort supplémentaire pourrait être porté vers l'éducation des "prolétaires".
Elle est fermée à l'ouverture du premier conflit mondial. Elle ne rouvre pour le SPD qu'en 1986 à l'initiative de Willy-Brandt et de Peter Glotz et est toujours en activité. Et participe ainsi à la formation des futurs cadres du parti tout en dirigeant des séminaires de réflexion.
Pour en savoir plus:
- Bernd Braun., " Eine sozialistische Universität? - Die Parteihoschule der SPD 1906 bis 1914", in Armin Kohnle und Frank Engehausen (Hg.) Zwischen Wissenschaft und Politik, Studien zur deutschen Universitätsgeschichte, Stuttgart, 2001.

#### Le SPD et la théorie de l'évolution, un social-darwinisme?
La réception des théories évolutionnistes par les socialistes allemands et autrichiens est un processus complexe. Il est une résultante de diverses prises de position intellectuelle vis-à-vis de cette nouvelle pensée. Le processus de réceptions est ainsi double dans le réseau social-démocrate, il est externe et interne. C'est-à-dire que les acteurs membres du réseau se positionnent par rapport à ceux qui n'en font pas partie et par rapport à ceux qui en font partie. De même qu'il y a chez certains appropriations et chez d'autres réaction aux discours évolutionnistes exogène au réseau socialiste. Mais force est de constater que dans le cas de l'Allemagne, à la différence de la France la réception fut facilitée par l'absence de grande théorie évolutionniste nationale, à la différence de la France disposant des héritages de la fin du XVIIIe et du début du XIXe siècles de Jean-Baptiste Lamark et Etienne Geoffroy Saint-Hilaire mais surtout de la figure de George Cuvier. Ce dernier est farouchement opposé à cette conception. Il constate plutôt des constances et non une variation chez les animaux au cours du temps, dans la descendance de la théorie biblique de l'évolution.
Le débat en Allemagne et en Autriche dans le réseau socialiste se trouve centré autour de plusieurs thématiques supportés par différents auteurs, le tout en n'étant pas une réception à l'idée/au concept près. Cela est d'autant plus vrai du fait que le darwinisme en Allemagne passe par le prisme de la réflexion d'Ernst Haeckle qui devient une référence incontournable vis-à-vis de laquelle il faut se positionner.
Quatre principaux usages sont faits de la théorie de l'évolution d'après l'historien Richard Saage :
- au contraire de la thèse aristocratique développée par Haeckel, le processus d'évolution culturelle ne conduit pas à un accroissement de l'individualité
- le concept de lutte pour la vie, établissant le principe d'une concurrence prédatrice est opposé à l'idée d'aide mutuelle au sein issu de la Sozialen Trieb (impulsion sociale)
- processus d'évolution culturelle est dans la continuité du processus biologique et donc les principes s'appliquant au second se retrouvent dans le premier
- continuité des idées d'Haeckel, les hommes se trouvent sur la branche la plus élevée de l'évolution, aspect leur permettant de constater le même schéma pour le développement historique[39]

Cette pensée est d'ailleurs pour certains le fondement scientifique de l'idée de progrès. Certains aspects sont néanmoins débattus. Comme en 1902, Curt Grottewitz dans les colonnes de la revue théorique Die Neue Zeit lors de la querelle réformiste s'attaque à la téléologie anthropocentrée d'Haeckel dans son article "Die Stellung des Menschen im organischen Stammbaum" puis " Die Stellung des Menschen unter den Säugetieren".
Emanuel Wurm est exemplaire pour la diffusion de la théorie de la descendance et de la sélection dans les rangs socialistes grâce à son Die Naturerkenntniß im Lichte des Darwinismus (La connaissance de la nature à la lumière du darwinisme), publié en 1887 à la suite de quatre conférences prononcées par l'auteur devant l'Association pour l'éducation populaire de Dresde. Son dessin est bien dans la continuité de la Bildung populaire revendiquée par le parti puisqu'il se propose dès l'introduction à la première édition de : « traduire la langue savante, riche en mots étrangers, dans notre "allemand bien-aimé", car ce livre s'adresse aux larges masses populaires, pour leur montrer comme la nouvelle ère a déjà commencé dans le domaine des sciences naturelles, et qui est très attendue dans la sphère économique » Son exposé découpé en plusieurs chapitres aborde dans un premier temps les précurseurs de la pensée évolutionniste (Anaxagoras, Aristote et Dioscoride) puis le combat d'émancipation des sciences naturelles modernes contre l'Eglise catholique qui défend depuis l'époque moderne l'aristotélisme dogmatisé en philosophie naturelle. Il s'ensuit la liste des héros de l'ère scientifique naissante tels Nicolas von Cusa, Giordano Bruno, Bacon, Copernic, Tycho Brahe, Kepler, Galilee et Newton ayant remplacé progressivement le principe dogmatisé de la téléologie par le paradigme de causalité empirique. Puis il enchaîne sur la théorie évolutionniste en elle-même, tout en soulignant que Darwin en plus des anciens écrivains antiques pouvait se référer à Lamarck. Il en dégage quatre percée: la loi de l'hérédité, la loi de l'adaptation, la loi de la sélection naturelle comme lutte pour l'existence et enfin la loi de la sélection naturelle. Le dernier temps est consacré à l'ascendance de l'homme. Comme preuve de l'origine de l'homme du règne animal il mobilise les récents travaux sur le darwinisme de l'époque, il suit Ernst Haeckel dans la mesure où il accepte l'embryologie, selon laquelle l'être humain en devenir doit passer par toutes les étapes de l'évolution in utero. Il accepte également la théorie d'Haeckel postulant l'existence de l'arbre généalogique. Mais il inverse cette téléologie dans le sens des intentions social-démocrates, car ceux qui en bénéficie n'est pas une petite élite mais l'ensemble des travailleurs. Il déduit cette trajectoire du fait que les individus se libèrent de plus en plus de leurs contraintes biologiques par leur propre activité, par leur travail et par les artefacts, des outils à l'art : « C'est précisément l'enseignement de Darwin, dit-on, qui montre que la lutte pour l'existence est une loi éternelle de la nature et qu'elle ne prendra jamais fin tant que la Terre parcourra l'espace. S'agit-il d'une conclusion incontestable de la connaissance darwiniste de la nature ? Ou bien l'homme ne lutte-t-il pas depuis son existence contre ce combat pour l'existence ? N'a-t-il pas former des associations pour combattre l'ennemi commun - les forces destructrices de la nature? Et qui peut nier que l'homme a remporté de grandes victoires sur cet adversaire depuis l'âge de pierre ? Mais aussi la lutte lointaine sera victorieuse, la lutte contre les forces destructrices de l'homme ». On ne peut être que surpris par ce passage qui, même s'il ne cite pas la seconde œuvre de Darwin, La FIliation de l'Homme, en partage les grandes lignes.
La liste des membres du réseau qui prirent part à ces débats ou mobilisèrent certains de ces concepts n'est ici pas exhaustive. On peut citer les noms des hommes politiques et intellectuels Otto Bauer, Auguste Bebel, Max Beer, Eduard Bernstein, Heinrich Cunow, Gustav Eckstein, Rudolf Goldescheid, Karl Kautsky, Franz Mehring, Anton Pannekoek, ou encore de scientifiques/savants gravitant autour de la social-démocratie tels que Grant Allen, Edward Aveling, Arnold Dodel-Port, Curt Grottewitz, Hugo Iltis, Paul Kammer, etc. Cela constitue un "discours intellectuel" qui a très certainement dû se propager vers le bas, contribuant ainsi de manière significative à l'émergence d'une "identité" social-démocrate.
Mais la figure centrale de la construction discursive du darwinisme reste celle de Karl Kautsky. Celui-ci entretient un rapport intellectuel particulier avec la pensée d'Herbert Spencer. Il conçoit celui-ci comme étant dans le prolongement de la théorie de Jean-Jacques Rousseau dès 1884, en particulier de sa théorie du « Gesellschaftsvertrag » (théorie du Contrat Social) : « Herbert Spencer est lié à la question de la formation/construction de la société, essentiellement sur le même fond/terrain que Rousseau, seulement ses vues sont quelque peu modernisées par les influences darwiniennes ». [à suivre]
Pour en savoir plus :
- Saage, R., Zwischen Darwin und Marx, Zur Rezeption der Evolutionstheorie in derr deutschen und der österreichischen Sozialdemokratie vor 1933/34, Weimar, Böhlau, 2012.

### Le socialisme scientifique d'inspiration marxiste en France, le Guesdisme

#### L'expression et les concepts marxistes
« C'est par l'étude, c'est par l'observation de la nature des choses et des êtres, que l'homme, conscient de leurs effets, peut se rendre de plus en plus maître de son propre mouvement.
Les socialistes d'aujourd'hui se sont mis à l'école des faits; ils ne prophétisent pas, ils observent et concluent., Jules Guesde, 1901. » L'expression " socialisme scientifique" en elle-même n'arrive que bien discrètement dans la littérature guesdiste dans un article intitulé « La loi des salaires » dans le neuvième numéro journal L'Egalité le 27 janvier 1878 :

« Il y a pourtant des gens qui croient la physique et la chimie plus utiles que les plaisanteries et les roulades. ceux-là nous pardonnerons d'être au besoin techniques et même ennuyeux dans l'exposé d'une loi économique de laquelle doit partir tout essai de socialisme scientifique. »

Le socialisme est alors fondé pour son auteur sur cette loi économique formulée par le socialiste allemand Ferdinand Lassalle. Il est impossible d'affirmer l'origine marxiste de cet emploi, donc en tant que synonyme du précédent terme, ni même allemande. L'usage semble marqué par la pratique française de l'expression, donc par la pratique discursive précédent l'introduction de Marx en France.
Il faut attendre la diffusion du marxisme pour que l'expression gagne une nouvelle signification et devienne un quasi-monopole du groupe guesdiste, qui gagne progressivement en importance,. Ce processus repose sur les traductions et l'édition des textes de Marx et Engels tout autant que la structuration du réseau gravitant autour des adhérents du mouvement.

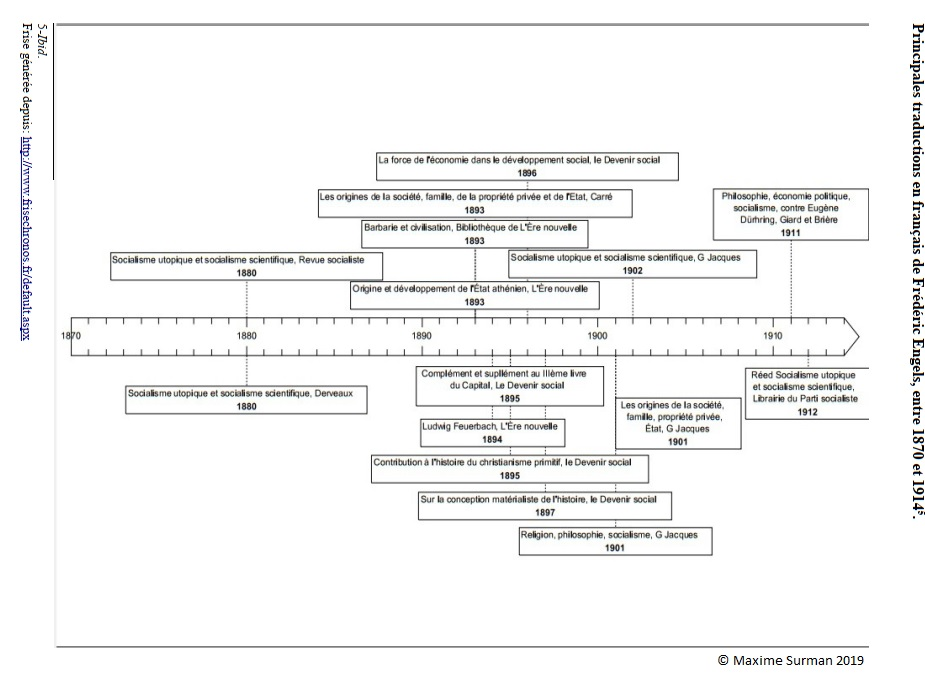
Les principales traductions des textes de Friedrich Engels en France entre 1870 et 1914.

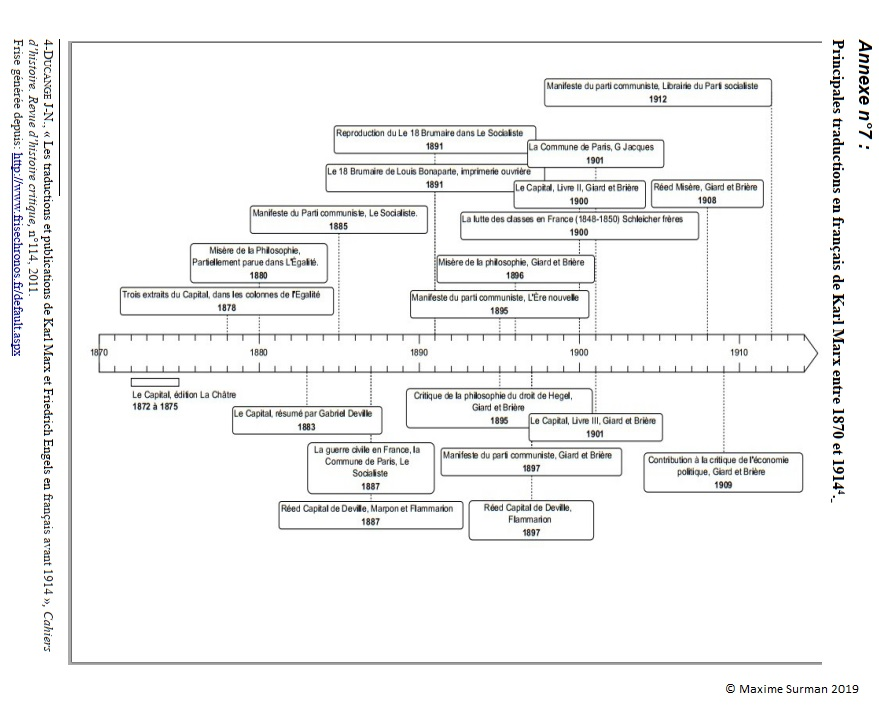
Les principales traductions des textes de Karl Marx en France entre 1870 et 1914.

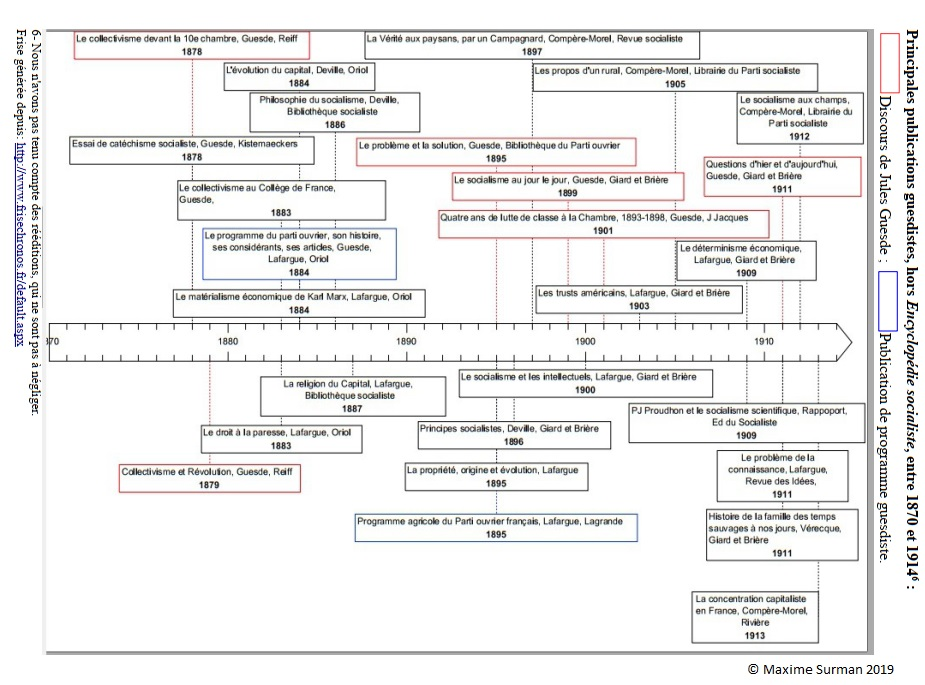
Les principales publications guesdistes entre 1870 et 1914, hors de L'Encyclopédie socialiste.

Si ce concept reste peu présent dans l'ensemble des textes produits par les guesdistes entre 1870 et 1914, il existe peu de brochures du parti exclusivement consacrées à sa vulgarisation. L'Aperçu du Socialisme scientifique de Gabriel Deville accompagnant une version résumée du Capital de Karl Marx en 1883 en est une. Le texte publié juste après le Congrès de Saint-Etienne est marqué par la rupture entre les collectivistes (les guesdistes) et les "possibilistes" de Paul Brousse, entre les défenseurs du marxisme révolutionnaire et ceux ayant une approche plus progressive de la mise en place de la société socialiste. L'opposition repose sur la voie devant conduire à la société socialiste. Deville définit son socialisme dans le dernier paragraphe de son introduction comme suit : « Théorie scientifiquement déduite, notre collectivisme ou communisme repose sur l'observation, il constate les tendances et conclut à ce que les moyens de production, achevant leur évolution actuelle, soit socialisés. […] S'en tenant aux faits, le socialisme scientifique ne peut préciser expérimentalement que le mode d'appropriation vers lequel marchent les forces productives. c'est le mode d'appropriation qui régit le mode de répartition des produits. Il est évident qu'une fois les moyens de production socialisés, c'est-à-dire ayant revêtu comme appropriation la forme communiste qu'ils ont déjà comme action, une distribution communiste des produits suivra. Seulement elle ne s'opérera pas d'après le vieux cliché si cher aux dévots de l'anarchisme et du possibilisme: « chacun donnant selon ses forces, recevra suivant ses besoins ». » Dans bien des cas l'expression est utilisée de manière discriminante, le collectivisme s'oppose ainsi aux autres formes de socialisme qualifiées d'idéalistes (l'anarchisme, le possibilisme, etc.).

#### L'introuvable marxisme français?
Mais plus encore que l'expression cette littérature diffuse les concepts marxistes en France en les vulgarisant, plus ou moins "bien". Dans bien des cas, les passeurs deviennent démiurges. Certains historiens considèrent même que le marxisme est introuvable en France distinguant le "marxisme savant" de Georges Sorel, du groupe de la Revue Marxiste, de Louis Althusser et son école et le "marxisme ordinaire" de Jules Guesde, Paul Lafargue et Gabriel Deville. Bien que plusieurs critiques peuvent nuancer cette thèse qui résultent du son franco-centrisme de l'auteur et surtout de son regard inquisiteur d'un universitaire fortement empreint du marxisme de son époque. Le marxisme est alors devenu une quasi discipline universitaire dans les années 1920 si bien qu'il apparaît un fossé entre les plusieurs rapports aux écrits marxistes. Les "intellectuels universitaires" ne sont pas les "intellectuels de parti" et inversement. Par ailleurs, le corpus marxien a alors bien changé. L'unité des textes de Marx et Engels est à bien des égards une création rétrospective de leurs lecteurs et certains textes inédits viennent d'être publiés.
Cela d'autant plus que les exemples des partis allemand et autrichien souvent considérés comme marxistes jusqu'au bout des ongles sont à nuancer. Une estimation faite en 1905 montre que seulement 10 % des militants du parti social-démocrate allemand possédaient une connaissance quelconque des schémas de pensée marxiste.
En outre, il ne faut pas oublier que dans toute réception, dans tout transfert, il y a une part de différence choisie et/ou contrainte et/ou inconsciente et que dans le cas du marxisme la barrière de la langue n'est pas innocente. Ni Guesde, ni Paul Lafargue n'avaient une connaissance solide de l'allemand, ni de la philosophie d'outre-Rhin, contrairement dans une certaine mesure à Gabriel Deville. D'autant plus que cette pensée allemande arrive dans un champ déjà travaillé par ses propres idées.
Ainsi contrairement à l'approche de Lindenberg, l'analyse faite par Robert Stuart est elle bien plus pertinente. Il y est question de l'appropriation par les français de la pensée de Marx et Engels, usage qui ne peut être décorrélé de l'actualité des énonciateurs et des auditeurs du discours.
Cet auteur est attentif aux tentatives de vulgarisation, sans les juger trop sévèrement, ou comme celle déjà citée de Gabriel Deville : « J'ai tenté de mettre à la portée de tous, en la résumant, cette œuvre magistrale, malheureusement trop ignorée jusqu'à ce jour en France, ou défigurée. Et le public français étant, comme l'a écrit Marx, « toujours impatient de conclure, avide de connaître le rapport des principes généraux avec les questions immédiates qui le passionnent », j'ai cru utile de faire précéder mon résumé d'un aperçu sur le socialisme scientifique ». Ou encore celle de Paul Lafargue qui est impliqué depuis Londres où il réside avec Laura son épouse auprès de ses beaux-parents, Karl et Jenny Marx à faire le lien entre Marx et le socialisme français. Il correspond activement avec Jules Guesde et influence grandement son orientation idéologique. Mais c'est surtout depuis son installation à Paris en 1882 qu'il s'implique dans la diffusion des théories marxistes.Bien que son œuvre soit souvent décriée du fait de la lettre du 2 novembre 1882 qu'Engels écrit à Edouard Bernstein. Dans laquelle il est surtout question du changement de la pensée de Benoit Malon : « Quand vous ne cesser de répéter que le « marxisme » est en grand discrédit en France, vous n'avez en somme vous-même d'autre source que celle-là du Malon de seconde main. Ce que l'on appelle « marxisme » en France est certes un article tout spécial, au point que Marx a dit à Lafargue : « Ce qu'il y a de certains, c'est que moi je ne suis pas marxiste ». Mais si Le Citoyen a tiré l'été dernier à 25 000 exemplaires et acquis une position telle que Lissagaray a mis en jeu sa réputation pour la conquérir, cela semble tout de même contredire quelque peu ce prétendu discrédit. Mais ce qui le contredit davantage encore, c'est que ce discrédit n'empêche pas ces gens d'avoir assez de crédit pour que, chassés du Citoyen, ils fondent le jour même un nouveau grand quotidien et, en dépit des chicanes du propriétaire de l'ancien Citoyen, le maintiennent en vie pendant quinze jours, grâce au seul appui de travailleurs et de petits‑bourgeois (ouvriers et petits industriels, écrit Lafargue), et trouvent un capitaliste avec lequel ils vont traiter demain sur le sort définitif du journal : oui ou non. Lorsque les faits parlent si haut, Malon ferait bien de garder pour lui son « discrédit ». » La question n'est pas alors tant du marxisme de Lafargue que celui de Malon et des différents réseaux structurant les journaux. De plus cette critique avant d'être contre la théorie est surtout orientée contre l'action de Guesde et Lafargue risquant de terminer en prison ce qui aurait pour conséquence de faire taire la voix de L'Egalité dans ce contexte mouvementé de querelles entre socialistes. Le contrôle d'un journal était alors la barre orientant les débats.
En plus de retravailler le texte d'Engels avec Laura, Paul se consacre à la vulgarisation du marxisme dans un triptyque en 1884, qu'il intitule Le Matérialisme économique de Karl Marx. Dans lequel il propose de lire Marx joint avec sa propre lecture lamarckienne des milieux. Lafargue distingue deux milieux, « le milieu cosmique ou naturel et le milieu économique ou artificiel, (…) le fait de l'art humain ». Mais à bien des égards Lafargue est bien plus qu'un commentateur, il se fait démiurge de la pensée de Marx.
Il faut également bon de rappeler que depuis 1905 et le Congrès du Globe le socialisme français est unifié autour d'un même parti, la Section Française de l'Internationale Ouvrière tout comme le socialistes allemands autour du SPD ou les autrichiens autour du SPAD. Il regroupe alors les tendances du Parti socialiste français, dirigé par Jean Jaurès depuis 1902 regroupant les indépendants, et le reste des forces de Brousse, et le Parti socialiste de France, né en 1901, réunissant le Parti Socialiste Révolutionnaire d'Edouard Vaillant, le Parti Ouvrier Français (les guesdistes), et des fédérations autonomes. L'unification ne se fait pas autour d'un commune adhésion au marxisme, mais autour d'impératifs politiques communs et de fondement idéologiques. La SFIO n'est pas le Parti Communiste Français de 1920. Ce qui n'empêche pas l'existence de différentes tendances au sein du groupe notamment autour de divers titres de presse ou revues. Par exemple, les guesdistes se retrouvent autour du journal Le Socialisme entre 1907 et 1912 devenant ensuite Socialisme et Lutte de Classe en 1914 sous-titrée: Revue marxiste de langue française. Et parallèlement est créé un "Groupe d'étude marxiste" sur lequel pour le moment il n'existe aucune information mis à part qu'un certain Corgeron centralisait les demandes d'inscription (était ce Herbert Corgeron, mystère). Néanmoins, d'une partie de ce noyau de théoriciens émerge en 1920 le Parti Communiste Français.

##### L'exemple du lassalisme: une théorie non-marxiste au travail chez les guesdistes
Daniel Lindenberg reproche au guesdisme de trouver ses premières références scientifiques non pas chez Marx mais chez Ferdinand Lassalle traduits par Benoit Malon. La théorie de ce dernier, la loi d'airain des salaires, éloigne sa pensée de Karl Marx. Car bien que prenant en compte la récupération de la force de travail, Marx n'en fait pas le facteur causal du salaire minimum, mais introduit les concepts de surtravail et de plus value, donc de travail non payé par les capitalistes par rapport au salaire destiné à la récupération de la force de travail. L'ouvrier vend alors sa force de travail qui est rétribuée par un salaire en fonction des prix du marché et ne dispose d'aucun minimum garanti. Ils vont même plus loin en affirmant que la réduction de ce minimum pour la subsistance est progressive. Cela diffuse l'image d'une la paupérisation des prolétaires alors que la bourgeoisie est une « unique masse réactionnaire » mobilisée, organisée et disciplinée par son intérêt dans la propriété privée des moyens de production et l'exploitation du salariat.
Il faut également rappeler brièvement le contexte, la conjoncture économique est alors défavorable après le krach boursier Viennois de 1873 puis parisien de 1882. Ces événements entrainant une baisse des salaires validant ainsi la théorie par les faits. La paupérisation des "prolétaires" (les ouvriers) est donc bien visible. Il peut s'agir d'une des convulsions finales du système capitaliste. L'inversion de la tendance dans les années 1890 amène les intellectuels de parti à modifier leurs propos.
En bref à l'analyse poly-causale de Karl Marx est substituée par une logique mono-causale, ici très certainement sous la plume de Jules Guesde qui est de loin son défenseur dans le socialisme français : « La loi économique qui, dans les circonstances présentes, sous l'empire de l'offre et de la demande, détermine le salaire, est que le salaire moyen reste toujours limité aux substances nécessaires d'après les mœurs d'un peuple à l'existence et à la reproduction ». Guesde fait publier pour la première fois La Loi des Salaires et ses Conséquences en 1879, avant sa pleine assimilation des textes de Marx. Néanmoins, l'ouvrage est ensuite réédité trois fois. De plus il n'est pas le seul qui en fait l'usage. Gabriel Deville dans plusieurs de ses productions y fait référence. Le marxisme français prend appui sur les récentes théories acceptées par le socialisme français des années 1870-1880 pour proposer ses propres lectures théoriques : « Le salaire tend à se régler sur le prix des subsistances indispensables au travailleurs, et, leur prix baissant à la suite du dégrèvement obtenu par impossible, le salaire finirait à la longue par baisser; à la vie à meilleur marché correspondrait un salaire moindre, et la situation réelle serait la même qu'avant cette réforme improbable. Une diminution du prix de ses subsistances ne peut pas plus bénéficier, en définitive, au salarié que la diminution du prix du foin à la bête qui le mange ». Paul Lafargue lui est bien plus réservé face à cette théorie non marxienne et il se propose d'être plus critique vis-à-vis de celle-ci. Mais sa prise de parole sur le sujet arrive ultérieurement dans l'espace public :

« La loi d'airain des salaires formulée par Lassalle, qui en avait emprunté les éléments aux économistes, après avoir rendu d'importants services à la propagande socialiste en Allemagne, en France, en Belgique, etc., est aujourd'hui vivement attaquée dans le sein même du Parti socialiste. Vandervelde la déclare fausse et Van Kol la traite de vieille ferraille. Le socialisme est donc parvenu à ce haut degré de développement qu'il critique les formules acceptées à ses débuts comme rigoureusement exactes. Je reprocherai cependant à Vandervelde d'avoir attribué à Marx la paternité de la "loi d'airain", qui est en absolue contradiction avec sa "Théorie de la valeur".
[…] Le prix de la marchandise travail tend donc à tomber au-dessous de sa valeur, qui diminue à mesure que la production capitaliste se développe. Il ne faudrait donc pas, avec Lassalle, parler d'une loi d'airain inflexible, mais d'une loi d'airain compressive, enserrant moralement et physiquement l'ouvrier et le forçant à réduire ses besoins physiques, intellectuels et moraux et à satisfaire de la manière la plus économique et la plus grossière. »

Lafargue tout en se permettant de recadrer le socialiste belge montre sa connaissance de la théorie de son beau-père, tout en rectifiant ensuite la théorie lassalienne. Cette nuance revient sur le caractère optimiste de la loi. Le capitalisme ne réduit pas uniquement la subsistance au minimum mais il réduit inexorablement le minimum, en appauvrissant l'idée de subsistance elle-même. Mais cette théorie elle-même fut au travail de l'actualité.
Néanmoins, pour appréhender ce débat, il semble nécessaire de tenir compte de la discussion théorique à l'œuvre dans le socialisme politique entre le radicalisme et la querelle réformiste, ou révisionniste. Ouverte en octobre 1896 dans les colonnes de Die Neue Zeit par une série d'articles d'Edouard Bernstein intitulés « Le problème du socialisme », elle expose que le passage au socialisme ne sera pas le fait d'une catastrophe révolutionnaire mais par des réformes progressives. Il n'est pas question de remettre en question le marxisme mais de renoncer à la révolution tout en nuançant l'interprétation des thèses de Marx infirmée par l'étude des faits. Cela est sous tendu par un léger retour au kantisme qui doit permettre d'interroger les fondements de ses principes directeurs.
Bien que celle-ci n'impact qu'indirectement le guesdisme, il n'en reste pas moins que pour la première fois depuis la mort de Marx et Engels leur théorie sont discutées et par moments ouvertement critiquées. Il faut ici pour avoir une vision d'ensemble tenir compte des débats internationaux, mais pour le moment une pareille comparaison reste encore à faire.
Néanmoins, la théorie de Lassalle s'inscrit bien dans le guesdisme, jusque dans l'œuvre qui devait contenir l'ensemble du savoir du courant, L'Encyclopédie socialiste. Le premier tome rédigé par Charles Rappoport fait de Lassalle le troisième homme du socialisme scientifique. L'auteur ouvre le chapitre en question par une citation de ce dernier : « Un homme qui a consacré sa vie à la devise « la science et les travailleurs » ne recevrait d'une condamnation qu'il rencontrerait en chemin qu'une impression semblable à celle que l'explosion d'une cornue produit sur un chimiste plongé dans des expériences scientifiques. La résistance de la matière lui fera froncer légèrement le front, puis, dès que le trouble sera dissipé, il continuera tranquillement ses recherches et ses travaux ». Même si l'ouvrage concentre son analyse sur ses travaux historiques, s'inscrivant avant la lettre dans le matérialisme historique tout en gardant des illusions des grands utopistes. La loi d'airain est bien citée, sans avoir néanmoins un long développement.

### Les Guesdistes et les sciences
Les guesdistes n'ont pas eu un rapport institutionnalisé aux sciences dans la mesure où ils n'ont pas collectivement en tant que groupe inscrit les sciences, ou une science en dehors du socialisme, au centre de leurs diverses publications. Néanmoins, il faut souligner que le Catalogue de la Librairie du Parti, de la SFIO, dispose de plusieurs titres ô combien évocateurs. S'y retrouvent plusieurs publications de Büchner, Haeckel, Darwin, Lamark.
Par ailleurs plusieurs membres du groupe avaient des affinités avec plusieurs disciplines, mais pour beaucoup ils sont restés des commentateurs et n'ont pas participé à la construction de ces savoirs. Paul Lafargue était plus porté sur les sciences naturelles et la philosophie économique. Jules Guesde fortement occupé par la vie du parti tenta une incursion en histoire avec son « Essai critique sur la Révolution française du XVIIIe siècle » co-rédigé avec Paul Lafargue, de même que Gabriel Deville qui s'intéressa plus particulièrement à la conjuration des Egaux de Babeuf. Charles Rappoport lui docteur en philosophie tout en ayant une pensée marquée par les théories de l'évolution participe à la formalisation du matérialisme historique dans les années 1900 autour de la querelle sur le marxisme : « Si savoir est prévoir, ceux qui ont le plus prévu ont nécessairement le plus su. Marx en est de ces derniers. Sa doctrine est donc socialement et scientifiquement supérieure aux autres doctrines sociologiques restées étrangères à la vie qu'elles sont appelées pourtant à expliquer ». Puis il participe à la réhabilitation de la pensée de Proudhon. Rappoport fait la distinction entre le Proudhonisme et la pensée de Pierre-Joseph Proudhon. La première est présentée comme un recul des idées socialistes.
D'autres encore participent à diffuser leurs connaissances personnelles relatives à divers sujets leur tenant à cœur, Vincent Carlier rédige plusieurs articles sur la production hydroélectrique et hydromécanique, etc.
Deux universitaires ont participé activement au mouvement. Le premier Charles Bonnier fut professeur libre à l'université d'Oxford entre 1890 et 1900, année où il obtient une chaire à la Faculté de Liverpool en tant que linguiste. Il met ses compétences au service du groupe en facilitant les échanges avec les socialistes Anglais et surtout Allemands et Autrichiens. Le second Alexandre Bracke savant helléniste passa par la Faculté de lettres de Douai en tant que maître de conférences, avant d'enseigner à Lille et d'être promu en 1891 à l'École des hautes études à Paris. Mais leurs publications respectives en tant qu'universitaires ne sont pas clairement orientées par leur implication politique et leurs études respectives ne sont pas insérées dans la Bibliothèque socialiste. Ils ne participent pas à la constitution d'un savoir universitaire proprement guesdiste.

#### Des enquêtes sociologiques?
Loin d'être alors quelque chose de codifiées les enquêtes sociologiques sont au XIXe en pleine formation. Il n'existe alors ni méthode formalisée, ni institutions, ni groupes disposant du monopole légitime de leur exécution. Tout comme pour ne citer que quelques noms francophones Louis René Villermé, Frédéric Le Play et associés, les guesdistes tentent de produire un regard rationalisé sur le social. Le premier questionnaire du réseau guesdiste est commis par Karl Marx dans la Revue Socialiste à la date du 20 avril 1880 sous le titre « d'Enquête ouvrière ». L'enquête est dite avoir été tirée à 25 000 exemplaires pour être envoyée en plusieurs exemplaires à toutes les sociétés ouvrières, à tous les groupes ou cercles socialistes et démocratiques, à tous les journaux français et à toutes les personnes qui en font la demande. Celle-ci propose la chose suivante :

« Aucun gouvernement (monarchistes ou républicains, bourgeois) n'a osé entreprendre une enquête sérieuse sur la situation de la classe ouvrière française. Mais, en revanche, que d'enquêtes sur les crises agricoles, financières, industrielles, commerciales, politiques.
Les infamies de l'exploitation capitaliste révélées par l'enquête officielle du gouvernement anglais ; les conséquences légales que ces révélations ont produites (limitation de la journée légale de travail à dix heures, lois sur le travail des femmes et des enfants, etc.) ont rendu la bourgeoisie français encore craintive des dangers que pourrait présenter une enquête impartiale et systématique. »

Ainsi cette enquête ne doit pas être seulement une exposition de la réalité mais un manifeste devant mettre par un jeu de miroirs la société devant elle-même et surtout de mettre les prolétaires et les bourgeois devant les faits. De plus une fois n'est pas coutume, Marx propose non pas de « s'arrêter à la porte de l'atelier » comme l'ont fait bien des enquêtes sur les conditions de vie des ouvriers mais bien d'entrer avec eux dans leur espace de travail afin de leur permettre « d'élucider par eux-mêmes leurs conditions de vie et de travail ». L'enquête divisée en une série de quatre ensembles de questions sur les conditions de travail, les heures de travail et le temps de travail est pensée pour être tout autant une production scientifique qu'un outil révolutionnaire destinée aux prolétaires.
Mais, il n'en reste pas moins que le projet n'alla pas bien loin, et les réponses se sont peut-être perdues dans une boîte à chaussure quelque part. Très rapidement, il n'en est plus question dans les divers publications des réseaux socialistes, à notre connaissance. Néanmoins, si le document fut réellement diffusé en autant d'exemplaires quelques traces doivent subsister au fond d'un dépôt d'archives ou d'un grenier.
À la différence de l'enquête de 1880, celle sur la situation des classes agricoles de 1906 a eu une conclusion, bien que partielle. Celle-ci est lancée à l'initiative d'Adéodat Compère-Morel lors du troisième congrès de la SFIO qui s'est tenu à Limoges du 1 au 4 novembre 1906 :

« Il y a longtemps que Jaurès a demandé, sur la situation de la propriété agricole, une enquête à la Chambre ; elle n'a pu aboutir. Ce n'est pas par en haut que cette enquête doit être fait, si nous la reprenons en mains. Nous ne pouvons avoir les résultats que par en bas. Quand nous aurons centralisé, à la Commission, les documents nécessaires, il y aura pour le Parti à la fois un devoir à remplir et les moyens de s'en acquitter.
[…] Les résultats de cette enquête serviront : 1re à l'élaboration d'un programme de réformes agraires immédiates ; 2e à l'édition de brochures mises à la portée des travailleurs des champs, traitant des diverses questions agricoles et de la doctrine socialiste. »

Le parti y mit les moyens en la faisant diffuser le document d'enquête à près de 20 000 exemplaires dans les différentes fédérations. Mais une fois encore l'enquête finie par être arrêtée en 1909. Encore une fois l'enquête et le savoir récolté n'ont vu qu'une faible inflexion dans la pratique de propagande ou encore dans les publications socialistes sur le monde paysan. Ce qui fait d'Adéodat Compère-Morel l'un des rares à avoir par la suite mobilisé les ressources de celle-ci, qu'il a publié dans plusieurs publications postérieures, comme La Question agraire en France parue en 1908.

### Les autres socialismes français
Parler de socialisme scientifique pour les autres courants du socialisme français revient ici à sortir du marxisme proprement dit. L'expression n'est plus synonyme de marxisme mais bien qualifiante d'une construction de pensée se réclamant de la science.
Au sein des autres courants socialistes français, deux noms bien connus ressortent sur cette thématique, Jean Jaurès et Edouard Vaillant. Sans oublier la querelle révisionniste qui imprime son jugement sur le marxisme et amorce dans une certaine mesure le marxisme universitaire.

#### Jean Jaurès et les sciences
Jeau Jaurès bien plus connu pour sa prédication à l'égard des humanités classiques. Son goût pour la littérature, sa pratique de la philosophie ou encore de l'histoire le fait apparaître avant tout comme un homme de son temps. Jaurès reconnaît que les sciences sont un mode de connaissance du monde réel au contraire des conceptions fixistes des temps anciens. Cette conception fixiste est matérialisée à notre connaissance dans le langage socialiste produit par l'essai du vulgarisation des époux Lafargue. Le mouvement fait place à l'immobilisme des savoirs anciens. Néanmoins ce rapport de Jaurès aux sciences ne peut en réalité se résumer à la figure d'un scientiste béat. Les sciences demeurent une abstraction qui butte devant la compréhension vraie du mouvement, c'est-à-dire de la réalité métaphysique. Cette dimension se retrouve dans le débat l'opposant à Paul Lafargue en décembre 1894, intitulé « Idéalisme et matérialisme dans la conception de l'histoire ». Pour Lafargue seuls les déterminants et les structures matériels permettent de comprendre les actions des hommes et le mouvement de l'histoire. Au contraire Jaurès estime que les déterminants jouent bien un rôle mais ne font pas tout. Pour démontrer cela, il mobilise ses connaissances sur le fonctionnement du cerveau humain, qui viennent tout juste d'être chamboulées. Cet organe producteur des idées produit leur mouvement tout comme il produit une idée de droit, de société, de liberté qui ensuite est appliquée dans la société. Ainsi les forces de l'esprit humain interviennent dans la vie matérielle, « il y a par conséquent la préformation cérébrale de l'humanité ». Le fondement de la théorie de Jaurès fondée sur la métaphysique du cerveau, emprunt des théories idéalistes du moment, s'oppose au matérialisme social de Paul Lafargue. Ainsi Jaurès se trouve être critique de la prétention du guesdisme à incarner La science, qu'il qualifie à plusieurs reprises de groupe de sectaires :

« Elles sont courtes [les brochures publiées par La Société nouvelle de Librairie et d'édition], mais elles n'affectent par la brièveté tranchante des petites brochures sectaires qui prétendent enfermer toute la science sociale en quelques formules qu'il s'agit indéfiniment de répéter.
[…] Il fut un temps, dans le Parti socialiste français où, avec ces balibernes, on passait pour un homme profond; et on comprend qu'il soit cruel à ceux qui débitaient doctement cette pauvre camelote de pseudo-marxisme, d'être troublés dans leur quiétude arrogante et dans leur monopole « scientifique », par l'admirable effort du socialisme et de classe ouvrière vers l'étude, vers la science, vers la vérité. »

Ainsi, pour Jaurès, le socialisme n'en reste pas moins un savoir, une vérité permettant de décrire le social afin d'agir dessus. Néanmoins il propose une autre approche que celle des guesdistes et « n'avait, pour prédire les modifications à longue échéance de la société française, qu'à observer la réalité, pour se trouver confirmés dans leurs vues »,. Le débat entre les deux courants n'est plus seulement politique, il devient ici épistémologique. La conception de Jaurès repose non pas sur des catégories arrêtées d'une pensée universalisante-unitaire, déterministe et structurée matériellement, mais sur le « remodelage permanent des liens d'interdépendances fonctionnelles ». Celle-ci est fortement influencée par sa propre pensée métaphysique : « Celui-ci [vulgariser le socialisme], justement parce qu'il n'est plus utopique et qu'il s'adapte à la réalité, se meut, se transforme comme elle: et le devoir du traité le plus élémentaire en apparence, et le plus populaire, est d'ajuster exactement le socialisme à l'état immédiat de la science. il ne s'agit pas de rejeter à la légère les fortes conceptions des maîtres, et de considérer comme quantité négligeable la tradition essentielle de notre Parti ». Ainsi, chez Jaurès, il convient, en partant des théories de Marx et Engels ; de les soumettre à la réalité sociale-historique du socialisme. L'historienne Marion Fontaine décrit ainsi le rapport entretenu par Jaurès à la science : « la vraie science selon Jaurès est celle qui permet de connaître le monde sensible par la raison, celle qui élargit constamment son regard jusqu'à l'infini, celle surtout qui est en constant dialogue avec l'histoire, la philosophie, pour accéder à un réel qui ne laisse pas épuiser dans le décryptage mécanique des règles et des enchaînements causaux simplistes. Loin des querelles théologiques entre technophiles et technophobes, Jaurès insiste par ailleurs, par petites touches, sur l'ambivalence du progrès scientifique et technique. S'il peut mener à l'affranchissement, il porte en lui aussi des virtualités d'asservissement selon le contexte social et politique, selon la manière plus largement, dont les sociétés le façonnent et l'utilisent ».

#### Les socialistes révisionnistes français et les sciences
Bien que les débats allemands amorcés par Edouard Bernstein sur les théories de Marx et Engels ne furent pas reçus chez les socialistes français en termes philosophiques ou même scientifiques. Ceux-ci font l'amalgame du révisionnisme avec le socialisme d'Alexandre Millerand. Le débat se pose alors en termes d'opportunisme politique et de ministérialisme. C'est-à-dire la participation ou non de socialistes à un gouvernement.
La pensée d'Edouard Bernstein sur la question du socialisme scientifique peut être résumée de la manière suivante, malheureusement le passage est un peu long et ne peut être réduit faute de perte de sens. Bernstein s'attaque à l'épistémologie du marxisme qu'il juge :

« Mais le socialisme n'est et ne peut être exclusivement une science, une pure science. Déjà son nom le montre ; les sciences n'ont pas de noms en isme; les noms en isme désignent des points de vue, des aspirations, des systèmes de pensées et de déductions, mais jamais des sciences. Le fondement d'une vraie science est l'expérience; cette science a pour base un savoir accumulé. Le socialisme, lui, est la théorie d'un ordre sociale à venir, et c'est pourquoi ce qu'il y a en lui de caractéristique échappe à toute démonstration scientifique.
[…] Le socialisme tire de plus en plus ses armes de l'arsenal scientifique. C'est lui qui, de tous les partis sociaux, se rapproche le plus de la science, car étant le mouvement d'une classe qui s'élève, il est plus libre dans la critique de ce qui existe que toute autre parti ou tout autre mouvement; et la liberté de la critique est une des conditions fondamentales de la connaissances scientifique. La société est un organisme vivant qui se développe de façon continue, et le parti ou la classe qui a le plus à espérer de ce progrès dont nous voyons le sens, est nécessairement plus que tout autre intéressé au progrès de la connaissance.
[…] que le socialisme a pour base une connaissance scientifique, mais qui exclut pour lui la prétention contradiction d'être une science pure, en même temps qu'une science déjà achevée. C'est à cette double condition que satisfait le mieux à mon avis le nom de socialisme critique, le mot critique étant pris au sens du criticisme scientifique de Kant. »

La différence avec le marxisme, "traditionnel", est ici flagrante. Le socialisme en lui-même n'est plus en soit une science car cette assimilation porte à critique. Il doit user des savoirs scientifiques pour défendre ses propos. Les deux doivent avancer côte à côte. La critique de Bernstein ici importée en France par cette traduction d'Edouard Schneider, inconnu au Maitron, influencée par une lecture de Kant nuance la théorie guesdiste. La plus-value et le matérialisme historique ne sont plus considérés comme des éléments scientifiques de premier plan. Ils ont fait pour lui leur temps. Il appelle ainsi dépasser l'ancienne théorie pour permettre à la science de correspondre à son époque. En termes plus popperiens, Bernstein propose ici de falsifier le marxisme. De dépasser ce qui reste d'idéologie dans le socialisme pour pouvoir toucher la vraie science.
Ce courant s'incarne en France dans plusieurs individus proche du socialisme normalien de la rue d'Ulm influencés par Charles Andler, le bibliothécaire de l'école ayant des mots très dures contre le gendre de Marx « la scandaleuse insuffisance scientifique de Paul Lafargue », Lucien Herr, proche des allemanistes, et par Emile Durkheim, pour qui la science et la sociologie ont un rôle central à jouer dans la transformation sociale vers la société future. Ainsi une critique du marxisme se développe au sein de l'espace universitaire. Marx est accusé de son manque de rigueur scientifique et les socialistes normaliens proposent de renouveler sa doctrine en ayant recours à la tradition française de Proudhon et Saint-Simon « afin d'imprimer une orientation réformiste à la ligne du Parti, il s'agit également de restaurer l'accord entre la doctrine et la pratique par l'observation des faits sociaux ». Ils s'organisent autour de la Bibliothèque socialiste et d'une revue, Notes critiques. Science sociale en 1900. Mais à la différence de Bernstein, ils ne tentent pas de sauver Marx, ils le condamnent sans appel. Sa théorie doit être remplacée. Parmi les membres les plus influents du groupe on peut citer Albert Thomas, Léon Blum, Hubert Bourgin, Paul Fauconnet, Henri Hubert, Charles Péguy, François Simiand, Mario Roques, etc.

#### Les écoles socialistes en France
Pensées dans le prolongement des Universités Populaires ses trois tentatives d'Écoles sont des lieux de sociabilité intellectuelle où se manifestait le désir de l'action autonome entre intellectuels et ouvriers. Les premiers ont la volonté de créer un rapprochement entre les deux groupes. Mais à la différence de celle du SPD elles sont toutes les trois des institutions formées à la marge des partis, y compris de la SFIO. Et elles sont fondées par des intellectuels à destination des "prolétaires".
Le dossier n'a pour le moment pas été étudié plus en détails, mais l'étude de Christophe Prochasson sur les intellectuels dans le mouvement socialiste français entre 1900 et 1938 donne quelques pistes. Et aborde le problème au travers du regard des intellectuels socialistes sur leurs propres réalisations.
La première tentative d'École débute en décembre 1899 par un cours de Léon Blum sur les doctrines socialistes françaises, le public est principalement estudiantin et se donne pour objectif dans son préambule : « L'École socialiste est une libre coopérative dont le but est de donner au socialisme français un organe d'information scientifique. Elle se préoccupe d'unir la jeunesse socialiste intellectuelle et ouvrière dans l'étude commune du mouvement socialiste en France et à l'étranger, et de lui donner, par une large information étendue à tous les domaines de la science sociale, l'esprit critique nécessaire au développement continu de la vie et de la doctrine socialiste ». Un passage dans les Cahiers de la Quinzaine vient compléter cette auto-définition : « les cours de l'École socialiste s'adressent à tous ceux qui veulent entreprendre ou poursuivre leur éducation socialiste. Ils ne sont pas faits pour satisfaire des curiosités vaines ou pour entretenir de vagues sympathies, ils veulent préparer à une action socialiste effective et réfléchie. L'enseignement aura un caractère scientifique ». La première école dispose d'un double projet, il s'agit d'informer puis de préparer à l'action ensuite, même si le second dispose de réussites plus mitigés, les pratiques universitaires semblant avoir du mal avec le monde militant. Elle disparait après deux ans de fonctionnement à la suite des diffusions du socialisme français, le climat postdreyfusien, la fondation de trois revues intellectuelles socialisantes mobilisant les énergies et l'affaire de la Librairie Bellais, librairie prête nom de Charles Péguy rencontrant des difficultés financières. De plus un autre groupe devient très actif chez les étudiants socialistes, le groupe des étudiants collectivistes.
La seconde École est fondée en janvier 1908 à la demande de la Fédération socialiste de la Seine par des militants avides d'un enseignement méthodique des principes socialistes et de leurs applications. Cela tend à être une école de propagande. Plusieurs intellectuels du parti viennent y dispenser des cours dont Jean Longuet qui donnent des conférences et son analyse sur le mouvement syndical anglais. Peu d'informations nous sont parvenues en dehors des programmes des cours publiés dans L'Humanité. Publication qui cesse à partir du moi d'avril, est-ce le moment de la disparition de la seconde école?
Enfin, la troisième est de loin la plus durable, elle s'ouvre en 1909 et se termine avec les premières journées d'août 1914. L'idée vient du milieu étudiant socialiste autour de Jean Texcier, le secrétaire du Groupe des étudiants socialistes révolutionnaires joint à Paul Ramadier, Marcel Déat et Charles Spinasse.
Mais d'après Prochasson l'ensemble de ces écoles furent d'une réussite partielle. Les professeurs espéraient-ils apprendre plus au contact des "prolétaires"? Quoi qu'il en soit, les rêves des intellectuels socialistes français d'échanger avec les prolétaires semblent être empêchés par des cultures bien trop différentes. Les sphères universitaire et politique se partagent presque seules le monopole de la connaissance légitime, celui de son enseignement et de son énonciation, de plus les cours s'accomplissent selon leurs rites. Ils « ne sont pas mis au service du Parti », leur vision romantique du "prolétariat" n'ayant pu correspondre avec la pratique. L'ouverture d'une école de propagande explicitement destinée aux ouvriers en 1912 tournée vers l'histoire, l'organisation du Parti, l'action syndicale et coopérative, l'identification des discours hostiles au socialisme joint avec des techniques rhétoriques dispense d'une éducation « primaire » en socialisme pour un intellectuel. Là se trouve leur déception. Néanmoins cette instruction devient indispensable pour un militant n'ayant pas fait d'étude supérieure ni secondaire mais participant à la vie du Parti, se structurant par ailleurs. La vulgarisation du socialisme scientifique français, dans sa définition large, fait donc face à un obstacle de taille. La diffusion de la théorie, voire les fondements "rationnels" de sa pensée sont confrontés à la transmission vers un public disposant d'autres rationalités.

### L'idéologie de la SFIC-PC, la véritable introduction du marxisme en France?

#### Revendiquer l'héritage de Marx et Engels, le PCF face à SFIO
Si l'année 1914 est à bien des égards considérée comme un moment pivot, une date charnière, entre un avant et un après, dans l'histoire du socialisme français le moment 1914-1924 l'est tout autant. La rupture prend acte entre les minoritaires de la SFIO organisés autour de la figure de Léon Blum et les majoritaires partisans de l'adhésion aux 21 conditions de Zinoviev et Lénine lors du Congrès de Tours de décembre 1920. Le parti socialiste français se tourne alors vers l'Est. Ce qui va avoir pour le « socialisme scientifique » plusieurs conséquences, principalement induites par l'appartenance aux différents réseaux. D'une part l'héritage de Marx et d'Engels devient disputé entre les deux groupes, même si bien rapidement la SFIC-PC dispose d'un quasi monopole discursif des concepts et de leur convocation. De plus ce réseau communiste international fait également éditer avec le soutien du PC-URSS divers de leurs textes autour de ce qui devient progressivement le projet de la publication de l'intégralité de leurs œuvres autour de l'Institut Marx-Engels (Lénine) sous la direction de David Riazanov à Moscou fondé en 1921. Cette entreprise est initiée en 1925 par la publication des manuscrits en version bilingue, allemand-russe, de la Dialektik der Natur d'Engels à Moscou, entreprise qui est poursuivie entre 1927 et 1935 dans la Marx-Engels Gesamtausgabe. Un bref regard dans les catalogues des éditions du Parti socialiste et des éditions du Parti socialiste permet d'attester ce changement. Dès 1922 sont édités par les communistes de la Librairie de l'Humanité La Critique des programmes de Gotha mais surtout le Manifeste du Parti communiste. L'aspect scientifique des œuvres, après avoir été en second plan, finit par être réaffirmé entre 1933 et 1937 par les énoncés des collections, « La collection "Les éléments du communisme" a pour but de populariser les enseignements du Communisme scientifique tel que l'ont formulé ses fondateurs Marx et Engels ». Ils ne sont plus seulement des éléments à peine distincts d'un corpus, mais des auteurs d'une œuvre politique et scientifique.
Alors qu'il faut attendre 1933, le cinquantenaire de l'anniversaire de la mort de Marx, pour voir revenir dans un titre de publication socialiste (SFIO) dans la Librairie Populaire du Parti socialiste réapparaître le nom de Karl Marx, sous la plume de Joseph Denier-Dénes et 1937 pour une édition du Manifeste, destiné principalement à la base militante. Il est préféré une diffusion des textes de vulgarisation comme l'Abrégé du Capital de Gabriel Devielle. Ainsi un marxisme "sommaire" continu à être diffusé auprès des cadres du parti mais celui-ci reste une référence inconditionnelle. Ce sont principalement les brochures de Léon Blum, de Jean Jaurès et d'Adéodat Compère-Morel qui sont mises en avant.
Ainsi d'après l'historien britannique Tony Judt, Marx continue d'avoir un rôle dans le socialisme français post-congrès : « que chaque tendance aurait voulu faire d'eux, ce qui signifie, dans le contexte politique de 1921, que, sans Marx, les socialistes français n'auraient été rien du tout. Et ce danger, après une scission désastreuse, était beaucoup trop réel pour qu'il fût possible d'abandonner Marx ». La référence à Marx permet un ancrage dans le temps long tout en faisant face à la concurrence communiste, et en interne elle sert à délimiter ce qui est légitime dans le Parti et dans la République parlementaire. Elle ne cesse de se revendiquer comme son centre, malgré les multiples divergences internes. Léon Blum par ses discours cherche à concilier celles-ci en tentant de maintenir la synthèse née en 1905. Même si rapidement autour des idées du marxiste belge devenu un socialiste idéaliste et planiste Henri de Man se structure le petit groupe "Révolution constructive" au sein de la droite du parti qui deviendra le "néosocialisme" favorable à Marcel Déat. La suscission prend date en automne 1933. Marx passe alors au second plan. Les débats s'orientent vers l'antifascisme et l'exercice du pouvoir :

« Dans les débats socialistes des années 1930, le marxisme est certes mobilisé comme argument, mais il garde un caractère second(aire), et jamais décisif. L'exclusion des néosocialistes est justifiée par leur manquement à la discipline parlementaire, et non par leur éloignement de la doctrine marxiste. Au moment du Front populaire, l'action du gouvernement de Léon BLum s'adosse à un "réformisme" social et politique qui puise dans l'expérience du gouvernement de la Première Guerre mondiale, dans les propositions du Bureau International du travail, dans des propositions issus du champ réformateur, plutôt qu'à un marxisme strict. Quant à l'antifascisme, il doit peu au marxisme et réactive surtout les ressorts républicains autour de la nation à partir de 1935. »

L'opposition au "bolchevisme" mobilise également la référence, les socialistes refusent aux communistes le droit de se proclamer marxistes. Pour faire face aux critiques, les socialistes mobilisent les autorités de Gueorgui Plekhanov et du menchevik Fedor Dan. Ainsi dans La Bataille socialiste d'aout 1928 Jean Zyromski propose la définition suivante du communisme : « Le bolchevisme révèle là son son vice essentiel: un néoblanquisme périmé, un internationalisme puéril qui se manifeste dans la méconnaissance la plus complète des conditions matérielles, morales et psychologiques ». L'appel au concept de blanquisme renvoie les tenant du communisme à l'utopisme, à un insurrectionnalisme romantique, condamné par Marx lui-même. Ce rejet de la pratique théorique soviétique appelle alors un regard sur les autres marxismes européens, comme du côté de l'Autriche, et la séduction de "l'austro-marxisme" des Max Adler, Otto Baeur. Mais la situation autrichienne change rapidement, le coup d'État d'Engelbert Dolfuss en février 1934 lui fait perdre son aura. De plus, le tournant du Front populaire atténue les critiques envers les communistes, en dehors d'une petite minorité autour de Marceau Pivert jusqu'en 1938 et l'exclusion/scission de la Gauche révolutionnaire. Mais surtout le marxisme de la SFIO participe de l'éducation et de causerie à des militants ou à destination de sympathisants. La vulgarisation du marxisme et sa diffusion s'inscrit dans les différents niveaux du réseau socialiste.
Pendant longtemps, la direction du Parti communiste français hésita sur le rôle de l'impression en matière de propagande entre une vulgarisation d'une pensée politique pour la mobilisation des masses ou une éducation usant de la science pour le progrès humain. Le PCf en tant qu'organisation de type nouvelle souhaitait sortir de l'approche intellectualiste, ainsi Marx et Engels devaient d'abord servir le combat politique. Cette littérature politique dispose de deux fonctions principales, diffuser la pensée marxiste-léniniste, puis le stalinisme, en France et diffuser l'agit-prop (agitation-propagande). Ces publications sont placées sous la direction du Comité central, mais avant tout sous la direction française et du service d'édition du Komintern.
D'autre part, la pensée doctrinale et théorique du nouveau réseau communiste digère les apports des théoriciens russes du socialisme-communisme, tel que Lénine et Trotsky. Leur approche du marxisme respective ne doivent pas être sous estimées loin de là dans les inflexions théoriques du communisme français d'après 1920. Tout ceci impact directement le marxisme et plus encore le rapport que les socialistes et les communistes vont entretenir avec les sciences.
Présence qu'à la fin de l'entre-deux-guerres l'historien français, ô combien redevenu dans l'actualité dans le cadre des commémorations sur le centenaire de l'année 1940 en 2020, Marc Bloch dans son Étrange Défaite s'attaque à l'une des causes du moment 1940. La pensée communiste et en particulier son influence dans les milieux savants n'y étant d'après lui pas innocente :

« Il lui faudra enfin à ce peuple se remettre à l'école de la vraie liberté d'esprit. « Il est bon qu'il y ait des hérétiques » : les milieux militaires n'étaient pas les seuls à avoir perdu de vue cette maxime de sagesse. Passe encore pour l'opinion traditionaliste. Cela était selon sa nature. mais que dire de ce qu'on appelait les partis « avancés » ? J'ai, personnellement, pour l'œuvre de Karl Marx l'admiration la plus vive. L'homme était, je le crains, insupportable; le philosophe, moins original, sans doute, que certains n'ont prétendu le dépeindre. comme analyste social, nul n'eut plus de puissance. Si jamais les historiens, adeptes d'une science renouvelée, décident de se donner une galerie d'ancêtres, le buste barbu du vieux prophète rhénan prendra place, au premier rang, dans la chapelle de la corporation. est-ce assez cependant pour que ses leçons servent éternellement de gabarit à toute doctrine ? D'excellents savants qui, dans leur laboratoire, ne croyaient qu'à l'expérience ont écrit des traités de physiologie ou des chapitres de physique « selon le marxisme ». Quel droit avaient-ils, après cela, de moquer la mathématique « hitlérienne » ? Des partis, qui professaient la mutabilité des formes économiques, excommuniaient les mal avisés qui refusaient de jurer selon la parole du maître. Comme si des théories nées de l'observation des sociétés européennes, telles qu'elles se présentaient vers les années 60, nourries des connaissances sociologiques d'un savant de ce temps, pouvaient continuer à faire loi en 1940.
[…] Condorcet parlait mieux, qui, imprégné du ferme rationalisme du XVIIIe siècle, disait, dans son fameux rapport sur l'instruction publique : "ni la Constitution française, ni même la Déclaration des Droits ne seront présentées à aucune classe de citoyens comme des tables descendues du ciel, qu'il faut adorer et croire". »

Marc Bloch se retrouve alors face à trois interrogations d'après Isabelle Gouarné : comment la pensée de Karl Marx peut-elle contribuer au renouvellement des sciences sociales ? Comme concilier engagement politique progressiste et autonomie de la production scientifique ? Comment maintenir au XXe siècle le « rationalisme » d'un Condorcet ?

## La théorie marxiste
La vision marxiste se base sur une conception matérialiste de l'Histoire : le matérialisme historique, grille d'analyse de Marx et Engels, donne à l'économie un rôle primordial dans l'évolution historique. Dans cette optique, c'est le mode de production de la vie matérielle qui détermine le processus social, politique et intellectuel de la vie. Le déroulement de l'Histoire est donc commandé par l'évolution des conditions de production, elles-mêmes commandées par le progrès scientifique et technique. Le matérialisme dont est empreint l'analyse marxiste est également de nature dialectique, en ce que chaque mouvement donne naissance à sa contradiction, avant un passage à l'échelon supérieur, par la négation de la négation : l'évolution de la société est donc commandée par la contradiction entre les possibilités de production, déterminées par le niveau technologique et scientifique, et les rapports de production, soit les rapports de propriété et de distribution des revenus. Dans cette optique, le moteur du déroulement de l'Histoire est la lutte des classes, déterminée par la division du travail qui découle de l'appropriation privée des moyens de production dans un système capitaliste : le prolétariat est ainsi exploité, non seulement économiquement, mais politiquement, par la bourgeoisie, qui détient les rênes de l'État. Dans la vision marxiste, le dépassement du capitalisme pour atteindre le socialisme passe par une révolution, phénomène dialectique né de la conscience de l'inadéquation entre les forces de production et les rapports de production. La période transitoire entre le capitalisme et la société communiste prendra ensuite la forme de la dictature du prolétariat, nécessaire pour lutter contre les survivances de l'ordre bourgeois : les modalités et la durée de celle-ci, qui correspond à la « phase inférieure » de la société communiste, ne sont cependant pas précisées par Marx et Engels, pas plus que celle de l'État, qui continue alors d'exister.
À partir de l'époque de l'Internationale ouvrière, le mot « socialisme » est utilisé pour désigner précisément l'organisation sociale fondée sur l'appropriation collective des moyens de production, sous une forme étatique et/ou coopérative : le socialisme est par conséquent le dernier terme de l'évolution économique, politique et sociale du régime capitaliste, au moment où ses forces productives rendent la société socialiste possible, voire inévitable. L'aboutissement de la lutte des classes amène à une révolution sociale : la socialisation des moyens de productions met alors fin à la lutte des classes, en supprimant la division de la société en classes. Passée la phase de la dictature du prolétariat, la société socialiste passe en effet au stade de la société sans classes : ce stade est accompagné d'un dépérissement de l'État, phénomène naturel qui devra conduire naturellement à la société communiste proprement dite, phase « supérieure » où la société est censée fonctionner harmonieusement d'elle-même, sans qu'il ne soit plus besoin d'un appareil d'État,.
Lénine reprend plus tard l'acception utilisée par l'Internationale ouvrière pour désigner la « phase inférieure » de la société communiste ; il donne le nom d'« État prolétarien » à la forme de gouvernement exercée sous la dictature du prolétariat, le socialisme étant assimilé à l'existence même de cette forme d'État,.
Le socialisme scientifique se veut donc à la fois réaliste, révolutionnaire, et partisan de l'action politique sous toutes ses formes : enfin, il s'appuie sur le mouvement des forces historiques, et non uniquement sur la volonté des hommes. Le socialisme scientifique se caractérise donc par une vision déterministe de l'Histoire : si les initiatives personnelles et collectives sont nécessaires, elles sont subordonnées aux conditions préalables de l'évolution,. Dans son optique, l'histoire est considérée comme l'objet d'une science exacte, soumise à des lois de transformation issues de la nécessité pour les humains de produire la vie par le travail et l'échange.
À compter des dernières décennies du XIXe siècle et jusque dans l'entre-deux-guerres, les conceptions du socialisme scientifique occupent une position dominante au sein d'une partie du mouvement socialiste européen.
En France, l'influence du marxisme est moins absolue, mais elle est surtout présente au sein du courant guesdiste : la diffusion des idées marxistes en France se fait cependant sous une forme à la fois simplifiée et dogmatique, la plupart des guesdistes — à commencer par Jules Guesde lui-même — ne lisant pas l'allemand et n'ayant qu'une connaissance incomplète, ou indirecte, des œuvres de Marx. Paul Lafargue, gendre de Marx, l'un des rares dirigeants socialistes français à avoir étudié le matérialisme historique, revendique pour les membres de son courant la qualité d'« hommes de science », et s'emploie à appliquer la méthode d'analyse marxiste à toutes sortes de sujet, tant économiques que politiques : ses lacunes en allemand constituent néanmoins pour lui un handicap. Dans son ensemble, le guesdisme montre des difficultés à assimiler la dialectique marxiste, et se limite souvent à utiliser des formules marxistes sans analyser les spécificités du capitalisme français.
Si le marxisme demeure très influent au sein du socialisme européen jusqu'à l'après-Seconde Guerre mondiale, les théories de Marx sont débattues dès la fin du XIXe siècle : au cours de la « querelle réformiste », le théoricien allemand Eduard Bernstein remet en cause les prédictions de Marx sur l'effondrement du capitalisme et préconise une évolution du socialisme vers le réformisme. Si les vues de Bernstein sont à l'époque mises en minorité, le « révisionnisme » ne cesse ensuite de gagner du terrain. Le socialisme européen, dont le discours toujours officiellement révolutionnaire est en décalage croissant avec une pratique politique de plus en plus réformiste, se détache progressivement des conceptions marxistes, et les abandonne pour l'essentiel durant l'époque de la guerre froide. Le terme de « socialisme scientifique » continue par contre d'être utilisé par le mouvement communiste, que ce soit dans le cadre de l'idéologie marxiste-léniniste (ou trotskiste), ou bien pour désigner la forme de gouvernement des régimes communistes dont l'URSS constitue le principal modèle : en 1968, pour justifier l'intervention des troupes du Pacte de Varsovie contre le printemps de Prague, Léonid Brejnev évoque ainsi la nécessité de « sauver le socialisme scientifique en Tchécoslovaquie »,.